# イナズマイレブンGO
『イナズマイレブンGO シャイン/ダーク』（イナズマイレブンゴー シャイン/ダーク）は、レベルファイブが製作し、日本で2011年12月15日に発売されたニンテンドー3DS用収集・育成サッカーRPG。『イナズマイレブン』シリーズの続編である。また、本作を原作としたテレビアニメシリーズが2011年5月4日から2014年3月19日まで放送されていた。本記事では、続編である『イナズマイレブンGO2 クロノ・ストーン ネップウ/ライメイ』、『イナズマイレブンGO ギャラクシー ビッグバン/スーパーノヴァ』についても説明する。

## 概要
前作『イナズマイレブン』シリーズの続編であり、完全な新作となる。前作の主人公である「円堂 守（えんどう まもる）」の世代から10年後の稲妻町が舞台となっており、今作の主人公である「松風 天馬（まつかぜ てんま）」が雷門中に入学し、サッカー部に入部することから物語は始まる。前作の主人公である円堂守は雷門サッカー部の監督として登場する。
なお、『イナズマイレブン3 世界への挑戦!! ジ・オーガ』にはクリア特典として、本作の4年前を描いたプロローグストーリーや、設定資料集が収録されている。また、松風天馬、剣城京介、神童拓人、霧野蘭丸、西園信助の5人は『イナズマイレブン ストライカーズ』にて一足先にプレイヤーキャラクターとしてゲスト出場し、必殺技を披露している。
2012年3月にシャイン/ダークの続編となる『イナズマイレブンGO2 クロノ・ストーン ネップウ/ライメイ』（イナズマイレブンゴー・ツー クロノ・ストーン ネップウ/ライメイ）の製作が発表され、2012年12月13日に発売された。
2013年3月にはネップウ/ライメイの続編となる『イナズマイレブンGO ギャラクシー ビッグバン/スーパーノヴァ』（イナズマイレブンゴー ギャラクシー ビッグバン/スーパーノヴァ）の製作が発表され、2013年12月5日に発売された。
同シリーズは『ギャラクシー』でアニメ放送・ゲーム開発共に終了と一旦区切りをつける形となったが、2016年7月に行われたレベルファイブの新作発表会『LEVEL5 VISION 2016 -NEW HEROES-』内で、同シリーズ完全新作となる『イナズマイレブン アレスの天秤』の製作が発表された。

## ストーリー

### ホーリーロード編
前作の主人公・円堂守ら率いる日本代表選手「イナズマジャパン」がFFI（フットボール・フロンティア・インターナショナル）世界大会で優勝してから10年後。日本ではサッカーの地位が著しく向上し、なかでもイナズマジャパンの中核たる存在「イナズマイレブン」メンバーを数多く輩出した雷門中は、サッカーの名門校として確固たる地位を築き上げた。
サッカーが大好きな少年「松風天馬」はそんなイナズマイレブンに憧れ、雷門中学校に入学する。さっそくサッカー部に入部しようと意気揚々でグラウンドに向かうが、そこでは部員たちがひとりの少年相手に打ちのめされていた。「剣城京介」と名乗るその少年は、今や全国のサッカーを管理・支配する組織「フィフスセクター」から送り込まれたシード（精鋭選手）だった。
「フィフスセクター」によって勝敗から得点まで全てを管理されたサッカー界で、天馬はあのころのサッカーを取り戻すため、新たな雷門のイレブンたちとともに立ち上がる。

### クロノ・ストーン編
天馬は豪炎寺に頼まれ、サッカーの楽しさを子供たちに教えるために沖縄へ一時戻っていた。そして雷門中に帰ってくるとサッカー棟へさっそく向かうが、部員がまったく見あたらない。不審に思った天馬はそこを偶然通りかかった神童に話を聞くが、「サッカー部なんてもともとこの学校にはない」という衝撃の言葉が帰ってくる。
その後ほかの部員たちを見つけるが、全員サッカーのことも、天馬に関する記憶もすべて失っており、さらに天馬が無所属だと知ると自分の部活に勧誘してくる。混乱する天馬の前にひとりの不思議な容貌の少年が現れ、天馬に「お前からサッカーを消去する」と宣告する。サッカーを守るために、天馬は時空を超えた戦いに挑む。

### ギャラクシー編
世界編
少年サッカーの世界大会「フットボールフロンティア・インターナショナル ビジョンツー」（FFIV2）が開催決定となる。松風天馬たちは「新生イナズマジャパン」としてついに世界へ羽ばたくこととなる。その代表選手の選出を前に天馬は心を躍らせるが、イナズマジャパンに選出されたのは、多くの無名の選手たち。しかも彼らは全員サッカー初心者であった。
松風天馬、剣城京介、神童拓人、そして瞬木隼人たち新メンバーを備え、「史上最悪のイナズマジャパン」とも評される謎めいた新生イナズマジャパンの挑戦が始まる。
初めは素人集団たちがチームに馴染めないまま、苦戦を余儀なく強いられるが、試合ごとにメンバーの謎が解き明かされ、メンバーはサッカーの素晴らしさに気付きはじめる。激戦のすえ、イナズマジャパンはアジア地区予選で優勝を勝ち取る。
宇宙編
しかし、スタジアム上空に「謎の宇宙船」が現れ、天馬たちの前に新たな刺客が訪れる。みずからを「異星人」と名乗るその刺客、「ビットウェイ・オズロック」は「銀河連邦評議会」から派遣され、地球から18万8000光年先の銀河で行われる惑星間サッカー大会、「グランドセレスタ・ギャラクシー」の本戦に、地球代表が駒を進めたと天馬たちに告げる。負ければ地球滅亡といわれるそのサッカー大会こそがFFIV2の正体であり、そして彼らはすでに宇宙人とサッカーをしていたのである。
グランドセレスタ・ギャラクシーで優勝し、地球を護るというチームの決意のもと、天馬たちは18万8000光年先の宇宙へ旅立つ。そこで天馬は、すでに滅亡したはずの惑星の、ひとりの王女の姿を目にする。王女は「銀河を救う方法」を語る。天馬たちは地球代表「アースイレブン」として、さらに謎めいた闘いに臨む。

## 用語

### ホーリーロード編
イナズマイレブン
雷門中を卒業した伝説のサッカー選手たちのことを指す。元々は50年前における雷門中サッカー部にのみ対する呼称だったが、前作の主人公である円堂守たちも、現在はイナズマイレブンとして知られている。
化身
オーラの一種で、サッカープレイヤーの気の力が極まると人型として具現化する力の権化。強い力を引き出すことが可能だが、その力の大きさには個人差があり、かなり体力を消耗する。化身を使えるプレイヤーは「化身使い」とも呼ばれ、現在、雷門イレブンで化身の使い手として確認されているのは天馬・神童・剣城・錦・信助・霧野・太陽/白竜・トーブ・黄名子・フェイの10人で、他の中学での使い手は「フィフスセクター」から送られたシードであることが多い。また、前作で円堂や豪炎寺などが必殺技中に出していた「マジン」も化身の一種である。
このシステムは、3期『ギャラクシー』での世界大会では使用禁止とされ、現状では使用例がない（これは同じオーラであるソウルが化身を凌ぐ力を持つため）。ただし、ゲームではグランドセレスタ・ギャラクシー本選より解禁される。
化身ドローイング
他の選手の気を集め、化身の力を半永久的に高めることができるシステム。主に使用したのは、アニメでは雨宮太陽、映画では白竜やシュウなどが使用した。
このシステムは、3期『ギャラクシー』での世界大会では化身の使用禁止により、現状では使用例がない。
シード
「フィクスセクター」からの指示にちゃんと従っているか監視するため、「フィクスセクター」から各サッカー部に送られた選手で、「フィクスセクター」の訓練によってその技術は他の選手と一線を画す。剣城のように他の部員を力でねじ伏せ、従わせる者もいれば、こっそりと他の部員に圧力をかけていく者もいる。
ホーリーロード
10年後の「フットボールフロンティア」にあたる少年サッカーの全国大会。「フィフスセクター」の「聖帝」を決める選挙が行われている。スタジアムは千葉県にある。
本戦ではそれぞれピッチ内にプレーの障害となる仕掛けが施されている5つのスタジアム、ロシアンルーレットスタジアムでプレーする。最終的に決勝戦では、アマノミカドスタジアムで行うことになる。5つのスタジアムの間には「ホーリーライナー」と呼ばれる電車が通っている。
ゴッドエデン
孤島に存在する「シード」養成施設であり、数ある養成施設の中でも最も過酷な場所として多くの「シード」たちから恐れられている。その真の目的は「セカンドステージ・チルドレン」の潜在能力の研究であり、「謎の支援者Xことアスレイからのオーダーを受けて牙山が独自に研究を行っていた（なお、「セカンドステージ・チルドレン」に関してはこの時点でほとんど説明がなく、その詳細はクロノ・ストーン編で語られることとなる）。雷門イレブンとゼロの試合後、雷門に勝てなかったことを口実としてイシドこと豪炎寺により封鎖された。また、ゲーム版では子供の拉致なども行っていた。
クロノ・ストーン編ではプロトコル・オメガ2.0に大敗を喫した雷門中の特訓施設として復活を遂げる。

### クロノ・ストーン編
パラレルワールド
存在する人々は同一だがインタラプト（後述）を改変することで発生・分岐した、本来の歴史とは違った情勢になっている世界群という概念である。
アルノ博士が提唱している「多重時間理論」（後述）によると、一般的なパラレルワールドの概念とは異なり、永続的に存在出来ない「一時的な現象」であるため、最終的には一つの大きな世界に収束する。
化身アームド
化身の別形態。具体的には化身を発現させた人物が「アームド!」の掛け声で化身を鎧のように変化させ、自身の体に装着させる。
元々は「プロトコル・オメガ」（1.0）のリーダー・アルファが使っていた技。対「～オメガ」戦で剣城優一は参戦当初から使え、さらに優一から助言された天馬も使えた。しかし、これはパラレルワールドが発生して「時空の共鳴現象」（後述）が起こった影響によるもので、歴史が修復された後、天馬が再度やろうとした際には失敗している。この事実から見て、化身使いならばアームドを使える資格はあるが、自在に発現させるにはそれなりの実力と「コツ」を自分自身で掴む必要がある模様。また、アームド時の演出が長いため、敵の攻撃に妨害されることも多い。
このシステムは、3期『ギャラクシー』での世界大会では化身の使用禁止により、現状では使用例がない。ただし、ゲームではグランドセレスタ・ギャラクシー本選より化身の使用が解禁されることにより使用可能となる。
ミキシマックス
2つの人物、または動物の個性（オーラ）を融合（ミックス）させること。種類は主に、ワンダバが開発した2丁拳銃型の機械「ミキシマックスガン」を用いる方法、直接オーラを分け与える「強制ミキシマックス」（劇中では雨宮太陽/白竜×諸葛孔明・黄名子×マスタードラゴン・ザナーク×クララジェーンの融合時に行われた）、外見を変えずにオーラを流し込む「ゴーストミキシマックス」（劇中ではベータが使った）の3つ。融合された選手の外見は変わり、融合したオーラの力を得る。なお、化身アームドとの同時使用も可能で、体力の消耗は激しいものの、より高い力を得ることが出来る。同時使用は、劇中ではフェイとSARUが使用していた。
「時空最強イレブン」（後述）のメンバーは、偉人・英雄たちから得た力をミキシマックスによって付与されパワーアップしている。ただし、そのためには自分が偉人や英雄のオーラを受け入れられる大きさの「器」を作ることが必要で、織田信長・劉玄徳・坂本龍馬のそれぞれのオーラは大きすぎて、手にする際にメンバーたちの「器」に入らないという事態が発生した。
このシステムは、3期『ギャラクシー』での世界大会では化身と共に使用禁止となり、現状では使用例がない。
ベストマッチ
前述のミキシマックスにおいて、特に相性がいい融合の組み合わせのこと。肌や髪の色が変化するだけでなく、髪の長さや跳ね具合、その他体の様々な部分が大きく変化する。アニメでこの用語が使われたことは無いが、これまでアニメで登場した全てのミキシマックスがベストマッチである。
ミキシトランス
選手がミキシマックスを経験している状態で試合をする際、ミキシマックスで得たオーラを使ってミキシマックス状態になること。選手は「ミキシトランス、○○（オーラの相手の名前）!」の掛け声でこの状態に変化する。
このシステムは、3期『ギャラクシー』での世界大会では化身と共に使用禁止となり、現状では使用例がない。
デュプリ
試合をする際、選手が足りない場合にフェイが現出させる代行選手たち。実は化身の一種である。
エルドラド
200年後の未来世界における普通の人間の最高意思決定機関。SSCの脅威に苦しめられており、彼らの存在しない歴史を作り出すため、ルートエージェントに様々な指令を与えていた。
しかし、雷門の力がルートエージェントと同等だということに気付いたトウドウは、逆にその力を利用してSSCを消すことにし、ラグナロク編にて雷門陣と結束し、フェーダと戦って勝利した。
ルートエージェント
エルドラドの組織（サッカーチーム群）。エルドラドの指令により、200年後の未来世界から送り込まれた者たち。彼らはSSCの発生要因であるサッカーを歴史上から完全に消去することを目的とし、様々な時代の中に潜んで動いていた。チーム雷門と戦ったチームは「プロトコル・オメガ」、「パーフェクト・カスケイド」。
セカンドステージ・チルドレン
略称は「SSC」であり、200年後の未来世界に現れた超人少年たち。普通の人間を見下しており、「フェーダ」（後述）を結成して世界を我が物にしようとしていた（エルドラドのメンバーたちがこう主張していた）。彼らは優秀なサッカー選手の遺伝子を元にして生まれており、それがエルドラドのサッカー消滅計画の論拠となった。また、『劇場版イナズマイレブンGO 究極の絆グリフォン』においても、千宮路の口からその潜在能力を持つ存在が誕生し始めていることが言及された。
しかし、彼らはその超能力遺伝子（SSC遺伝子）を備えた反面、平均寿命は一般の人間と比較して遥かに短く、二十歳までに寿命を迎える者がほとんどだということが判明している。エルドラドは彼らの寿命を延ばすために「SSC制御ワクチン」を開発。これを使えばSSC遺伝子を消すことができ、彼らの寿命も標準レベルにまで延びるため、ラグナロク終了後にSARUたちはワクチン投与を受け入れ、SSC遺伝子による力を解放した。
フェーダ
SSCの組織（サッカーチーム群）。200年後の未来ではフェーダと普通の人間との間で戦争が起こっていたため、雷門陣とエルドラドは結束してフェーダと戦った。
エルドラド本部を崩壊して、ラグナロクスタジアムを作り上げた。
アンプル・バズーカ/アンプル・ガン
フェーダのメンバーが所有する武器。フェーダの頭脳派チーム、ギルが開発した。アンプルをアンプル・バズーカ本体に入れ、撃つ事で軍の戦術兵器と同等の威力に匹敵する。これによりエルドラド本部を破壊した。アンプルは色によってそれぞれ効果が異なっており、赤、青、黄、緑の4色が確認されている、赤はバズーカやガンの弾丸にして対象を破壊したり、黄は身体能力を上げる効果がある、（ラグナロク延長戦でSARU率いるザ・ラグーンが使用）残りの2色の効果は不明。
インタラプト
歴史を分岐させる重要な出来事。漫画版では「分岐点」と書いてこの振り仮名がふられている。前述の通り、本来の意味でのインタラプトという単語とは若干異なる使われ方をされている。雷門中サッカー部（イナズマイレブン）の面々も一時期インタラプトの改変を受け、天馬以外の彼らがサッカーをしていないパラレルワールドが発生したことがあった。
イナズマTMキャラバン
ワンダバが作った、ワームホールを用いたタイムマシン（時空間転移装置）。その外観は雷門中サッカー部の遠征用バス「イナズマキャラバン」を参考にしている。通常でも空中を自在に飛行・浮遊可能。
アーティファクト
イナズマTMキャラバンがワームホールを通ってタイムジャンプ（時空間転移）する際の道標にする物。ワープ目標となる時代にいる人物の強い「思い」が込もった物であることが必要。これを事前に特定し、TMキャラバン内の装置にセットしておかないとワームホールの出口を見つけられず、タイムジャンプは確実に失敗してしまう。なお、ルートエージェントとの戦いに勝利し、インタラプトが改変されない状態になる（目的を達成する）と、アーティファクトには “歴史の修正力” が働き、キャラバンの装置から消えて本来あるべき時間と場所に戻っていく。
時空の共鳴現象
歴史のインタラプトが修正されたことによって複数のパラレルワールドが発生した際、それぞれの世界の人物が互いに共鳴する現象。ごく稀に見られる現象だが、パラレルワールドが発生している間は本来より何倍も大きな力が発揮できる。
サッカー禁止令
天馬たちがプロトコル・オメガ1.0との戦いに出ていた時、ベータ率いるプロトコル・オメガ2.0によって歴史改変が行われたことによって可決された法律。プロトコル・オメガ2.0は1ヶ月前の日米親善試合において日本代表となり、アメリカの選手に容赦なくラフプレーを仕掛けた。さらにレッドカードをも無視して試合をしたことで圧倒的な点差で試合は中止された。そして世界中の国でこの法律は出されていた。
チーム雷門は豪炎寺の説得でこの法律によるサッカー棟取り壊しを延期してもらっていたため、サッカー棟では練習ができた。しかし、エルドラドがフェーダ打倒についてサッカーの消去案を無効にし、サッカー禁止令を突発的に解除したため、サッカー棟取り壊しも突然中止されたことになっている。
多重時間理論
パラレルワールドの特性やインタラプトとの関係性を理論化したもの。提唱者はアルノ博士。
代表的な部分を要約すると「インタラプトから人為的に発生させたパラレルワールドは、その全てが永続的に存在し続けていくのではなく、一定期間の経過後、徐々に大きな時間の流れに収束し、最終的な一つの歴史が確定（最終的に確定する歴史は本来の歴史通りで無くてもいい）すれば、パラレルワールドは消えていく」というもの。博士はこれを「弾いたギターの弦」のようなものだと説明している。
この理論に基づくと、例えばインタラプトが改変される前にタイムジャンプした者は本来の歴史の記憶を持ち続けることができるし、もしルートエージェントがインタラプトを彼らの望む通りに改変して歴史の流れを確定させることに成功していれば、200年後の未来は「サッカーの無い世界」になっていた。
後にこの理論はアルノ博士によってさらに拡大解釈され、強い想いが込もったアーティファクトさえあれば、例え架空の世界であってもパラレルワールドを生み出すことができ、タイムジャンプで行くことも可能とされた（実際にチーム雷門たちはこの拡大理論により絵本『アーサー王と見習い騎士』の世界に行く事が出来た）。
ムゲン牢獄
エルドラドにとって害を成すと判断された者たち（エルドラドの命令を達成出来なかったプロトコル・オメガのメンバーや、超S級の危険人物とみなされたザナークなど）が強制的に送られる施設。収容された者たちは想像を絶する過酷な再教育を受ける。
トウドウによると、「無限」（MUGEN）とはこの機関の趣旨である「人間の精神と肉体を極限まで高める（再教育機関）」“MUST-GENERIC （TRAINING CENTER） ”の一部を取って付けられた通称とのこと。
スフィアデバイス
ルートエージェントが所有する時空コントロールデバイス。サッカーボールと同等のサイズには「インタラプトの改変」・「マインドコントロール」・「封印」など、彼らが行う数々の機能が搭載されている。
封印
インタラプト改変対象の人物に対して、どうしても改変が出来ない場合に行う最終手段。具体的にはスフィアデバイスが「封印モード」を発動すると謎の引力光線が発せられ、対象人物を圧縮空間に閉じ込めて歴史から存在自体を切り離してしまう。歴史から人物そのものを唐突に「なかったもの」同然にしてしまう訳であり、歴史に多大な影響（エルドラドにとって全て有益とは限らない）を及ぼす危険性があるため、簡単には実行できない模様。
劇中では円堂守が封印され、「歴史の修正力」によって交通事故で亡くなったという歴史が確定しつつあったが、その後クロノ・ストーンにされた円堂をアルノ博士によって設計された装置によって復元することにより、復活を遂げた。
覇者の聖典
200年後の未来において伝説的サッカープレイヤーとされる偉人・マスターDなる人物が著述した記述書。アルノ博士によれば「これを手に入ればサッカーのパワーバランスを崩しかねない数々の極意が記されているが、極意をめぐって激しい闘いが起こることを危惧し、その記述は暗号化された」とのこと。
プロトコル・オメガ2.0に苦戦するチーム雷門はワンダバからその存在を聞き、200年後の未来にタイムジャンプして苦労して手に入れたものの、やはり伝承の通り解読不能であった。しかし、木野秋は聖典を見た瞬間、それが円堂大介の書いた「ノート」だと分かった（つまり、マスターD→DAISUKEであり、暗号化されているのではなく、単に大介の筆記が悪字で誰にも読めなかっただけだった）。
その後、聖典の解読をお願いするために過去にジャンプして大介と出会った際、大介はノートには自分が夢想した「時空最強イレブン」（後述）の資質条件について記していると語った（この際大介は聖典のことを “遺言ノート” とも呼び、かつての特訓ノートなどとは違うことを明確にしている）。
クロノ・ストーン
ルートエージェントがスフィアデバイスを操作して封印を行う際、相手が封印の力に逆らって「時空の矛盾点」となる場合が稀に見られる。この存在が圧縮され、石に姿を変えた物体のことをこのように呼ぶ。なお、前述の現象を「クロノ・ストーン現象」という。この状態でもその人物の意思は消えず、他者と話も出来る。アルノ博士が作成したマシンによって復活する。
トウドウによると、「クロノ・ストーン」は魂の力を増幅させ、他者の魂の力を引き寄せる効果があるようであり、本来はミキシマックスするのが難しい時空最強イレブン能力保有者のオーラを獲得できたのも、クロノ・ストーンの効果によるところが大きい。
時空最強イレブン
大介が人生の最期を迎えつつある時期に覇者の聖典に記した、最強のサッカーメンバーたち。エルドラドのサッカー消滅計画が発覚した後はルートエージェント打倒のための鍵となり、SSCの行動が発覚した後もフェーダ打倒のための鍵となる。
ノートにはサッカーの各ポジションにおける究極の資質条件が “○○（数字）の力” という表現で記されており、その条件を有する具体的な人物については、大介がクロノ・ストーン化した後に過去・現在を問わず一人ずつ考え出しているが、この「資質」はサッカー経験とは関係無いため、歴史に名を残した偉人・英雄たちの活躍から知られているものが多い。
チーム雷門たちは資質を備えた人物が生きていた時代にタイムジャンプして偉人や英雄を探し出し、選ばれたメンバーとミキシマックスして時空最強イレブンのメンバーを誕生させていき、ラグナロク編で11人を揃えた。そして、ラグナロク（後述）の最終決戦を戦うためのチーム『クロノストーム』を時空最強イレブンのメンバーで結成した。
ラグナロク
フェーダがエルドラドに提案してきた、「世界を賭けた最終戦争」（SARUによると）。フェーダ主催の大会。それぞれの陣営（フェーダ陣・エルドラド陣）が3つのチームを用意し、3試合の勝ち数で戦いの結末を決める。
しかし、両陣営共に1勝1敗1分で3回戦を終えたため、SARUが最終決戦を行うことを発表。激戦の末、5 - 4でクロノストームが勝利した。

### ギャラクシー編
フットボールフロンティア インターナショナル ビジョン2（FFIV2）
『イナズマイレブン』世界への挑戦編にて開催された、15歳以下の少年を対象とした全世界サッカー大会「フットボールフロンティア インターナショナル」（FFI）を男女混成チーム可にした、新たな大会。ただし、今大会では化身とミキシトランスの使用が一切禁止され、基本的なサッカーテクニックに焦点をおいた新ルールが適用される。要は旧シリーズ準拠になるということである。
しかし、FFIV2アジア地区予選の正体は、グランドセレスタ・ギャラクシー（後述）の「銀河辺境Aブロック予選」であった。予選を戦っていた時点で既に皆帆や真名部には知られていたが、この大会には不可解な部分が多く、イナズマジャパンが戦うチームの全ての選手において、個人能力が大会前と大会中で大幅にアップしていたり、決勝戦を戦ったウズベキスタン代表・ストームウルフ全体のテンションや雰囲気に相違が見られたりしたが、決勝戦終了後にストームウルフの選手たちが宇宙人に変化する。イナズマジャパンがアジア地区予選で戦っていた全てのチームの正体は宇宙人だった。
お台場サッカーガーデン
FFIV2にて、新生イナズマジャパンが合宿を行う「サッカーの新たなる殿堂」とも呼ばれる施設。ショッピングモールや動物園など、多数の娯楽施設を備えており、隣接してお台場サッカーガーデン駅も連絡可能。
新生イナズマジャパンは合宿用の宿舎で生活していたが、宇宙へ赴く際は宿舎がギャラクシーノーツ号に組み替えられる構造になっているため、宇宙船として使用する。
シーサイドスタジアム
宿舎に接するサッカースタジアム。練習や練習試合を行うことが出来る。
ブラックルーム
宿舎エントランスに隠された地下通路から連絡できる特訓施設。脳に直接信号を与えることで本物を模した映像・感覚を再現できるプログラムにより、様々な特訓スタイルを作り出すことが出来る。ただし、個人能力を上げるための施設のため、連携などチームとしての特訓には向かない。
システムが誤作動した場合、長時間同じホログラム空間内から出られなかったり、サッカーバトルを仕掛けてきたりといった予想外のプログラムが起動してしまうことがある。そういった場合を考慮し、ブラックルームにはアースイレブンの選手データをホログラム化したアバターを送り込むことが出来る。
グランドセレスタ・ギャラクシー
遥か18万8000光年先の銀河で行われる、惑星間サッカー大会。銀河連邦評議会（後述）のビットウェイ・オズロックたちにより、ファラム・オービアスの危機を救う目的で提案されたもので、大会上位の星から自分たちの住む星を取っていくルールで行われる。しかし、ファラム・オービアスの住人を収容できる居住可能惑星はこの銀河のうちのほぼ99%が必要となるため、既に別ブロックで行われている予選大会で決勝進出を決めたファラム・オービアスより先に地球が自分たちの住む星を取るためには、地球が優勝するしか道はない。
しかし、オズロックたちの目的はファラム・オービアスの救出ではなく、過去に起きた宇宙戦争でのファラム・オービアスへの復讐と宇宙全体の支配、そして新国家設立であった。
銀河連邦評議会
ファラム・オービアスの危機を解決するために、安全な惑星に住んで存続する種族を「平和的」かつ「公平」に決定する方法としてグランドセレスタ・ギャラクシーを提案した評議会。会長はオズロック。
ソウル
オーラの一種で、人間の中に眠る獣の力。黒岩流星こと影山零治が死に直面した日からぼんやりと見えるようになった。その力は地球人特有のものであり、その力を有する者は異星人に対抗できるという。アースイレブン（新生イナズマジャパン）結成の際、黒岩はその力を有する選手を選抜。異星人の遺伝子と接触することによって働き掛ける自己防衛本能がソウルを目覚めさせ、やがて覚醒させていくこととなる。最初に力を目覚めさせたのは好葉だが、既に座名九郎がソウルを操る力を備えていたため、実質好葉の覚醒は2番目である。
ギャラクシーノーツ号
アースイレブンが宇宙へ赴く際に使用する列車型スターシップ。お台場サッカーガーデン宿舎の姿から変形が可能。銀河連邦による設計図を基に造られた宇宙船であり、車掌はお台場サッカーガーデン宿舎管理人・蒲田静音。
紫天王（してんのう）
ファラム・オービアスがアースイレブンと戦う相手チームに派遣する刺客たち。ララヤの命でアースイレブンを潰し、地球を滅亡させるために集められたララヤの側近たちで構成され、決勝戦ではファラムイレブン、イクサル戦ではギャラクシーイレブンに配属される。
スターシップスタジアム
グランドセレスタ・ギャラクシー本戦を戦うスタジアム。銀河連邦評議会の宇宙船の中にその姿を隠している。
希望のカケラ / ミスリルストーン
カトラが天馬に伝えようとしている「銀河を救う方法」のヒントと思われていた光る石。宇宙間に4つ散らばっており、全て集めるとミスリル（後述）を完成させることが出来る。つまり「希望のカケラ」とはファラム・オービアスのブラックホールを消し去るための金属であり、必ず手に入れるべきだとカトラは天馬に説明していた。
アズル
人間が心に持っている多様な考え・心情のことで、サザナーラの住人が使用する言葉。サザナーラ人は人間の持つアズルを「目」で見ることが出来るという特殊な力を備えており、その力はサッカーで敵の行動を内側から「見る」ことに生かされる。劇中においてその形は丸く、明るい色なら明るい感情を、また暗い色なら暗い感情として描写されており、アースイレブンとのサッカーバトルにおいては実力こそ低いものの、連続でパスカットを狙えたのもサザナーラにとっては有利な点であった。また、心情の表裏のギャップが大きい瞬木のアズルはサザナーラには「恐ろしく醜い」と認識されており、瞬木を過去の闇に陥れる原因となった。
コズミックプラズマ光子砲
キエルが滅亡の危機に晒されたことを知ってポトムリたちが開発を進めていた、ブラックホールを消し去るための兵器。最初は開発のスピードも速かったが、完成まであと一歩というところでミスリル（後述）の開発を断念せざるを得ず、結局完成しなかったため、キエルは滅亡した。
しかし、カトラと天馬によってミスリルストーンは全て集まって再び開発が進められ、最終的にはライフエナジーを使い、天馬たちのキックでブラックホールの消滅に至った。
ミスリル
コズミックプラズマ光子胞が宇宙のとてつもない熱エネルギーに耐えられるようにするために開発されていた金属。この開発が未完成であったことが、最終的にはキエルの滅亡へと繋がっている。
ライフエナジー
選手同士が力を高め合い、強い衝撃が加わったときに溜まる力。コズミックプラズマ光子胞の開発過程でこの力が必要だということが分かり、決勝戦でこの力を集め、最終的にブラックホール抹消の鍵となった。

## バージョンの違い

### 『シャイン』と『ダーク』の違い
各バージョンにより、登場する敵チーム、円堂守の妻などが異なる。また、オリジナルエピソードが別々に収録されている。

#### シャイン
- ストーリークリア後にアンリミテッドシャイニングとサウザンクロウの対戦が出来る。
- 円堂守の妻は円堂夏未。
- 吉良ヒロトと緑川リュウジのオリジナルエピソードが収録されている。

オープニングテーマ「おはよう!シャイニング・デイ」
歌 - T-Pistonz+KMC
エンディングテーマ「HAJIKE-YO!!」
歌 - 空野葵（北原沙弥香）

#### ダーク
- ストーリークリア後にエンシャントダークとノーザンファングの対戦が出来る。
- 円堂守の妻は円堂冬花。
- 風丸一郎太と不動明王と壁山塀吾郎のオリジナルエピソードが収録されている。

オープニングテーマ「打ち砕ーくっ!」
歌 - T-Pistonz+KMC
エンディングテーマ「愛情・情熱・熱風」
歌 - 空野葵（北原沙弥香）

### 『ネップウ』と『ライメイ』の違い
各バージョンにより、登場する敵チーム、時空最強イレブンの3の力を手に入れる人物などが異なる。また、パラレルワールドイベントが別々に収録されている。

#### ネップウ
- ストーリークリア後にツキガミの一族とサウザンクロウの対戦が出来る。
- 時空最強イレブンの3の力を手に入れる人物は雨宮太陽。
- 雷門中イケメンコンテストと葵の書道部大作戦!と大谷さんを落とせのパラレルワールドイベントが収録されている。

オープニングテーマ「ネップウ!ファイヤーバード2号」
歌 - T-Pistonz+KMC
エンディングテーマ「青春おでん〜彩りバージョン〜」
歌 - 空野葵（北原沙弥香）・瀬戸水鳥（美名）・山菜茜（ゆりん）・菜花黄名子（悠木碧）

#### ライメイ
- ストーリークリア後にヴァンプティムとノーザンファングの対戦が出来る。
- 時空最強イレブンの3の力を手に入れる人物は白竜。
- エイリア学園の逆襲と円堂家の大混乱と帰り道の大論争のパラレルワールドイベントが収録されている。

オープニングテーマ「ライメイ!ブルートレイン」
歌 - T-Pistonz+KMC
エンディングテーマ「僕たちの城」
歌 - イナズマイレブンGOオールスターズ 松風天馬（寺崎裕香）・剣城京介（大原崇）・神童拓人（斎賀みつき）・西園信助（戸松遥）・霧野蘭丸（小林ゆう）

### 『ビッグバン』と『スーパーノヴァ』の違い
「ビッグバン」と「スーパーノヴァ」の2バージョンを同時発売（差異に付いては後述）。共通する要素としては下記の通り。
- アニメ版では設定されていない『アースイレブン』の追加メンバーを11人だけ選べる。両バージョンに共通して選ぶことが出来るキャラクターが18人、各バージョンで選べるものが違うキャラクターが18人となっている。
- 登場する敵チーム、入手可能な秘伝書、登場するソウルなどが異なる。

#### ビッグバン
- 隠しチームはサージェス率いる『ビッグバン』。
- 本バージョン限定の秘伝書として、『ロイヤルハートショット』などがある。
- 本バージョン限定のソウルとして、『グリフバーン』、『ゴライガー』、『フレイミー』、『ユニヴォルト』、『マグナタス』が登場する。

オープニングテーマ「BIGBANG!」
歌 - T-Pistonz+KMC
エンディングテーマ「恋の祭典にようこそ」
歌 - カラーズ（小林ゆう&北原沙弥香）

#### スーパーノヴァ
- 隠しチームはアクロウス率いる『スーパーノヴァ』。
- 本バージョン限定の秘伝書として、『オービタルドライブ』などがある。
- 本バージョン限定のソウルとして、『ドラグノヴァ』、『ブラキアス』、『サラナージャ』、『ダンドール』、『ヴァイラース』が登場する。

オープニングテーマ「スパノバ!」
歌 - T-Pistonz+KMC
エンディングテーマ「嵐・竜巻・ハリケーン」
歌 - カラーズ（小林ゆう&北原沙弥香）

## テレビアニメ
『イナズマイレブン』シリーズの第1作『イナズマイレブン』の後番組として2011年5月4日から2014年3月19日までテレビ東京系列にて放送。本アニメでは円堂守の妻は円堂夏未であり、時空最強イレブンの3の力を手に入れる人物は雨宮太陽となっている。

### 地上波本放送のフォーマット
2011年11月9日放送分より、開始前には本作の松風天馬と直後番組『ダンボール戦機』の山野バンが登場し、（天馬）「イナズマイレブンGO」（バン）「ダンボール戦機」（2人）「始まるよ!!」と言ってから本作を放送、そして『ダンボール戦機』開始時には、天馬が「バンくん、後はよろしく!」と通信してから開始、番組終了時は（バン）「次回も僕たちの活躍」（2人）「見てくれよな!」と言って締める（クロストーク形式）。
2012年1月18日からは『ダンボール戦機W』にタイトル変更されたため、バンから大空ヒロに変わり、天馬がヒロに「ヒロくん、後はよろしく!」と言いながら、サッカーボールを手渡して「このあとはダンボール戦機W」とヒロが言って開始する方式に変わった。また画面中央にはアニメを見る際の断り書きが添えられた。なお、どちらも地上波本放送のみで見られる演出で、BSジャパンおよびインターネット配信版では2作品とも1つ前の単独の視聴注意画面に差し替えられている。
2012年4月18日より、第2期『イナズマイレブンGO クロノ・ストーン』が放送開始。これに伴い番組冒頭ではSD化された天馬が「『イナズマイレブンGO クロノ・ストーン』、始まるよ!」と言いながら異空間へ消えていく映像に変更、バンとの共演は廃止された。ただし終了後のヒロへの受け渡しと、ラストの共演はそのまま継続された。
2012年7月11日より、天馬のオープニングコールが『時空最強イレブン』収集を旨とする内容に変更された。
さらに、2013年2月6日からはオープニングコールが再変更、またこの日からダンボール戦機Wへの受け渡しも変更、SD化された天馬が「この後は」と言うとサッカーボールにより画面が変更され、同じくSD化されたバン・ヒロ・花咲ランが「ダンボール戦機W」と言う形式に変わった。
2013年4月3日より『ダンボール戦機W』が『ダンボール戦機WARS』となった関係で、受け渡し画面構成は変わらなかったが、受け渡し相手はヒロから瀬名アラタに変更。そして約2年半に渡って行われた、番組終了時の共演は廃止された。
2013年5月8日より、第3期『イナズマイレブンGO ギャラクシー』が放送開始。これに伴い受け渡し画面構成と『ダンボール戦機WARS』側の相手は変更は無かったが、本作側のキャラは天馬と瞬木隼人に変更された。ただし、天馬のオープニングコールはこの日から一旦休止される。
2013年7月24日より、地上波では本作と『ダンボール戦機WARS』を統合し、1時間アニメコンプレックス枠『アニ×アニ!』内で放送開始。これに伴い『ダンボール戦機WARS』との受け渡しは廃止となり、オープニング後のCMと『今日の格言』をカット、エンディング後のCMを1分から2分に延長され、次回予告も週によって5秒に短縮される場合があった。ただし、遅れネット局及びネット配信版では『アニ×アニ!』のタイトルで放送せず、提供読み（一枚絵）、次回予告（15秒）、格言は従来通り放送されている。
2013年10月9日より、天馬のオープニングコールが宇宙大会仕様となって復活した。
2014年1月8日より19:00から『妖怪ウォッチ』が放送開始。このため本番組は同日より19:27からの放送となった。なお『妖怪ウォッチ』キャラとの受け渡しは行われないが、その代わり『妖怪ウォッチ』のジバニャンが本作に登場。『アニ×アニ!』でのでんぢゃらすじーさんと同じ様式で、冒頭でどこにいるかを告知してから本編に入り、最後はジバニャンが今回いた場所を説明する。またその後、『アニ×アニ!』の「イナダンギャグ外伝」を引き継いだ「イナズマギャグ外伝」で締め括るが、いずれも遅れネット局とネット配信版では省略されている（本編登場のジバニャンはそのまま放送）。
2014年2月5日より、天馬のオープニングコールが廃止された。
この作品を以って、『イナズマイレブン』から5年半続いた『イナズマイレブンシリーズ』のアニメは一旦終了し、2014年4月から、本番組放送時間帯に、これまで不定期に放送されていた『カラオケ★バトル』が『THEカラオケ★バトル』としてレギュラー化することが決まった ため、本番組は同年3月19日を以て放送終了した。なお、本番組の前に放送されていた『妖怪ウォッチ』は金曜18時30分枠へ移動し、放送を続行する。これにより、2001年10月より12年半続いたテレビ東京水曜19時台アニメが終了し、同時に在京キー局の水曜19時台アニメが再び無くなった。 また、2008年10月から約5年半、放送日時を変えながら放送してきたイナズマイレブンシリーズの歴史に一旦幕を降ろす形となるが、2018年4月6日から9月28日まで『イナズマイレブン アレスの天秤』が、同年10月5日から2019年9月27日まで、『イナズマイレブン オリオンの刻印』が放送された。

### スタッフ
- 企画・総監修・ストーリー - 日野晃博[注 7]
- 原作 - レベルファイブ
- 掲載 - 月刊コロコロコミック
- キャラクターデザイン原案 - 長野拓造
- 企画設定協力 - 佐々木千恵、佐々木秀信（第1期）→鴻上崇史（第2期・第3期）、村瀬裕一（第3期1話 - 32話・34話 - 43話）
- 必殺技原案 - 寺岡尚史
- シリーズ構成 - 冨岡淳広
- キャラクターデザイン - 池田裕治、井ノ上ユウ子、本田隆、武内啓（第1期 - 第2期・第3期33話）→中野繭子（第3期1話 - 32話・34話 - 43話）
- メインアニメーター - さわだまさひと
- 監督補佐[注 8] - かまくらゆみ（第1期 - 第3期7話・9話）→山口健太郎（第3期8話・10話 - 43話）
- 美術監督 - 西倉力
- 色彩設計 - 後藤めぐみ
- 撮影監修 - 吉田光伸（第1期 - 第2期）、柚木脇達己（第3期）
- 撮影監督 - 柚木脇達己（第1期 - 第2期・第3期33話）→鈴木大倫（第3期1話 - 32話・34話 - 43話）
- CGIプロデューサー - 小林雅士
- CGIディレクター - 三上康博
- 編集 - 渡辺直樹
- 音楽 - 寺田志保、光田康典(第1期47話 - 第3期)、亀岡夏海（第2期 - 第3期）、三留一純(第1期47話のみ)
- 音響監督 - 中嶋聡彦、三間雅文
- 楽曲コーディネート - 高木貴司
- 音楽協力 - テレビ東京ミュージック
- アニメーションプロデューサー - 神田修吉
- 制作デスク - 松浦一郎（第1期 - 第2期12話・第3期18話 - 43話 ）、河北学(第1期 - 第2期12話）→富田暁（第2期13話 - 第3期17話）→栗本知明（第3期18話 - ）、大杉善信（第3期43話）
- 制作担当 - 和崎伸之（第1期 - 第2期12話）→松浦一郎（第2期13話 - 第3期17話）→小板橋司（第3期18話 - 43話）
- アニメーション制作 - OLM TEAM WASAKI（第1期 - 第2期12話）→OLM（第2期13話 - 第3期17話）→OLM Team Koitabashi（第3期18話 - 43話）
- スーパーバイザー - 奥野敏聡、久保雅一
- アドバイザー - 佐上靖之
- プロデューサー - 和田慎之介（第1期 - 第3期8話）→紅谷佳和（第3期9話 - 43話）（テレビ東京）、梶原清文（dentsu）
- プログラムマネージャー - 穴見礼（第1期1話 - 9話）→窪田恭子（第1期10話 - 第2期）→山川典夫（第3期）（テレビ東京）
- 監督 - 秋山勝仁
- 製作 - テレビ東京、dentsu、OLM

### 主題歌

#### オープニングテーマ
第1期
「天までとどけっ!」（第1話 - 第18話）
作詞 - 山崎徹と弘&KMC / 作曲 - 山崎弘&KMC / 編曲 - 菊谷知樹 / ブラスアレンジ - 竹上良成
歌 - T-Pistonz+KMC（FRAME/アップフロントワークス）
円堂登場に合わせて、第8話からオープニング映像が差し替えられた。
「成せば成るのさ 七色卵」（第19話 - 第33話）
作詞・作曲 - TPK / 編曲 - 菊谷知樹 / ブラスアレンジ - 竹上良成
歌 - T-Pistonz+KMC（FRAME/アップフロントワークス）
第20話からタイトルロゴの登場時にSEが付くようになった。
第24話からオープニング映像に狩屋、影山、錦が追加され、左の選手も速水から浜野になった。
「おはよう!シャイニング・デイ」（第34話 - 第45話）
作詞 - KMC / 作曲 - TPK / 編曲 - 菊谷知樹 / ブラスアレンジ - 竹上良成
歌 - T-Pistonz+KMC（FRAME/アップフロントワークス）
- ゲーム『イナズマイレブンGO シャイン』のオープニングテーマでもある。

「打ち砕ーくっ!」（第46話、第47話）
作詞 - TPK / 作曲 - TPK / 編曲 - 菊谷知樹 / ブラスアレンジ - 竹上良成
歌 - T-Pistonz+KMC（FRAME/アップフロントワークス）
- ゲーム『イナズマイレブンGO ダーク』のオープニングテーマでもある。

第2期
「情熱で胸アツ!」（第1話 - 第17話、奇数回）
作詞 - TPK / 作曲 - 山崎弘&KMC / 編曲 - 菊谷知樹
歌 - T-Pistonz+KMC（FRAME/アップフロントワークス）
「感動共有!」（第2話 - 第18話、偶数回）
作詞・作曲 - TPK / 編曲 - 菊谷知樹 / ブラスアレンジ - 竹上良成
歌 - T-Pistonz+KMC（FRAME/アップフロントワークス）
「初心をKEEP ON!」（第19話 - 第35話）
作詞・作曲 - TPK / 編曲 - 菊谷知樹 / ブラスアレンジ - 竹上良成
歌 - T-Pistonz+KMC（FRAME/avex trax）
「ライメイ!ブルートレイン」（第36話 - 第51話）
作詞 - TPK / 作曲 - 山崎徹&KMC / 編曲 - 菊谷知樹 / ブラスアレンジ - 竹上良成
歌 - T-Pistonz+KMC（FRAME/avex trax）
- ゲーム『イナズマイレブンGO2 クロノ・ストーン ライメイ』のオープニングテーマでもある。

第3期
「ガチで勝とうゼッ!」（第1話 - 第17話）
作詞・作曲 - TPK / 編曲 - 菊谷知樹 / ブラスアレンジ - 竹上良成
歌 - T-Pistonz+KMC（FRAME/avex trax）
「地球を回せっ!」（第18話 - 第32話）
作詞・作曲 - TPK / 編曲 - 菊谷知樹
歌 - T-Pistonz+KMC（FRAME/avex trax）
「スパノバ!」（第33話 - 最終話）
作詞・作曲 - TPK / 編曲 - 菊谷知樹 / ブラスアレンジ - 竹上良成
歌 - T-Pistonz+KMC（FRAME/avex trax）
- ゲーム『イナズマイレブンGO ギャラクシー スーパーノヴァ』のオープニングテーマでもある。

イナズマイレブンシリーズでは初めて、タイトルロゴがOPの最後に表示された。

#### エンディングテーマ
第1期
「やっぱ青春」（第1話 - 第18話）
作詞 - mildsalt / 作曲 - 福本公四郎 / 編曲 - 菊谷知樹
歌 - 空野葵（北原沙弥香）（FRAME/アップフロントワークス）
「かなり純情」（第19話 - 第33話）
作詞 - mildsalt / 作曲 - 河原嶺旭 / 編曲 - 菊谷知樹
歌 - 空野葵（北原沙弥香）（FRAME/アップフロントワークス）
「HAJIKE-YO!!」（第34話 - 第45話）
作詞 - mildsalt / 作曲・編曲 - 菊谷知樹
歌 - 空野葵（北原沙弥香）（FRAME/アップフロントワークス）
- ゲーム『イナズマイレブンGO シャイン』のエンディングテーマでもある。

「おはよう!シャイニング・デイ」（第46話、第47話）
作詞 - KMC / 作曲 - TPK / 編曲 - 菊谷知樹 / ブラスアレンジ - 竹上良成
歌 - T-Pistonz+KMC（FRAME/アップフロントワークス）

第2期
「夏がやってくる」（第1話 - 第18話）
作詞 - mildsalt / 作曲 - 山口朗彦 / 編曲 - 菊谷知樹
歌 - 空野葵（北原沙弥香）（FRAME/アップフロントワークス）
「手をつなごう」（第19話 - 第35話）
作詞・作曲 - KMC / 編曲 - 菊谷知樹
歌 - 松風天馬（寺崎裕香）、剣城京介（大原崇）、空野葵（北原沙弥香）（FRAME/avex trax）
「僕たちの城」（第36話 - 第39話、第41話、第43話 - 第46話、第48話 - 第50話）
作詞 - 山崎徹 / 作曲 - TPK / 編曲 - 菊谷知樹
歌 - イナズマイレブンGOオールスターズ［松風天馬（寺崎裕香）、剣城京介（大原崇）、神童拓人（斎賀みつき）、西園信助〈戸松遥〉、霧野蘭丸（小林ゆう）］（FRAME/avex trax）
- ゲーム『イナズマイレブンGO2 クロノ・ストーン ライメイ』のエンディングテーマでもある。

第50話では本編放映中からフルバージョンが流され、通常のED映像は2番のサビ部分から曲終了まで使われた。そのため、歌詞のテロップは通常とは異なっていた。

「青春おでん」（第40話、第42話、第47話、第51話）
作詞 - 礼空トオル / 作曲 - 青木隆 / 編曲 - 菊谷知樹
歌 - 空野葵（北原沙弥香）、瀬戸水鳥（美名）、山菜茜（ゆりん）、菜花黄名子（悠木碧）（FRAME/avex trax）
- ゲーム『イナズマイレブンGO2 クロノ・ストーン ネップウ』のエンディングテーマでもある。

第3期
「勝手にシンデレラ」（第1話 - 第17話）
作詞 - mildsalt / 作曲・編曲 - Marty Friedman
歌 - COLORS［空野葵（北原沙弥香）&森村好葉（悠木碧）］（FRAME/avex trax）
「ファッション☆宇宙戦士」（第18話 - 第32話）
作詞 - 山崎寛子 / 作曲・編曲 - Marty Friedman
歌 - COLORS［空野葵（北原沙弥香）&水川みのり（高垣彩陽）］（FRAME/avex trax）
「嵐・竜巻・ハリケーン」（第33話 - 第42話）
作詞 - mildsalt / 作曲・編曲 - Marty Friedman
歌 - COLORS （小林ゆう&北原沙弥香）（FRAME/avex trax）
- ゲーム『イナズマイレブンGO ギャラクシー スーパーノヴァ』のエンディングテーマでもある。

「本当にありがとう」（最終話）
作詞 - TPK / 作曲 - 山崎徹、山崎弘 / 編曲 - 菊谷知樹
歌 - 円堂守（竹内順子）&松風天馬（寺崎裕香）（FRAME/avex trax）

### 各話リスト
アニメは各章ごとで別番組扱いとなっており、テレビ東京のサイトにおいても番組名を変え、話数も第1期→第2期→第3期と変わるごとにリセットされている。本項でもそれに従って章ごとに節を分割する。
なお、各話サブタイトルや提供読みの担当は松風天馬役の寺崎裕香が読み上げる。

#### 第1期『イナズマイレブンGO』
| 話数 | サブタイトル                     | 脚本       | 絵コンテ                       | 演出       | 作画監督          | 総作画監督            | 放送日        |
| ---- | -------------------------------- | ---------- | ------------------------------ | ---------- | ----------------- | --------------------- | ------------- |
| 1    | 雷門に吹く新しい風!              | 日野晃博   | 秋山勝仁                       | 冨安大貴   | 武内美月          | 池田裕治              | 2011年 5月4日 |
| 2    | これが化身だ!                    | 日野晃博   | 宮尾佳和                       | 平向智子   | 横山隆            | 井ノ上ユウ子          | 5月11日       |
| 3    | 崩壊! 雷門サッカー部!!           | 冨岡淳広   | 岩崎知子                       | 岩崎知子   | 吉原幸之助        | 池田裕治              | 5月18日       |
| 4    | 天馬の入部テスト!                | 山田健一   | 博多正寿                       | 吉本毅     | 湯川純 石井舞     | 井ノ上ユウ子          | 5月25日       |
| 5    | 仕組まれた試合                   | 福嶋幸典   | 小山賢                         | 小山賢     | 松坂定俊          | 池田裕治              | 6月1日        |
| 6    | ラストパスにこめた思い           | 福嶋幸典   | 山口健太郎                     | 山口健太郎 | 武内美月          | 井ノ上ユウ子          | 6月8日        |
| 7    | 円堂監督登場!!                   | 稲荷明比古 | 濁川敦                         | 町谷俊輔   | 中野繭子 森知鶴   | 井ノ上ユウ子          | 6月15日       |
| 8    | キャプテンの資格                 | 冨岡淳広   | 岩瀧智                         | 真野玲     | 武内美月 菊地功一 | 池田裕治              | 6月22日       |
| 9    | ついに開幕! ホーリーロード!!     | 神山修一   | 廣川集一 秋山勝仁 かまくらゆみ | 守田芸成   | 石原恵 横山隆     | 井ノ上ユウ子          | 6月29日       |
| 10   | 勝利への反乱!                    | 樋口達人   | 冨安大貴                       | 冨安大貴   | 松坂定俊          | 池田裕治              | 7月6日        |
| 11   | 剣城の秘密                       | 山田健一   | 岩崎知子                       | 岩崎知子   | 吉原幸之助        | 井ノ上ユウ子          | 7月13日       |
| 12   | 化身の驚異! 万能坂中!!           | 福嶋幸典   | 博多正寿                       | 吉本毅     | 湯川純 石井舞     | 池田裕治              | 7月20日       |
| 13   | 雷門の覚醒!?                     | 福嶋幸典   | 山口健太郎                     | 山口健太郎 | 武内美月          | -                     | 7月27日       |
| 14   | 信助の必殺技!                    | 稲荷明比古 | 鈴木健一                       | 鈴木健一   | 薮本陽輔          | 井ノ上ユウ子          | 8月3日        |
| 15   | 鬼道有人との再会                 | 神山修一   | 吉野真一                       | 廣川集一   | 菊地功一 武内美月 | 池田裕治              | 8月10日       |
| 16   | 戦慄! 帝国学園!!                 | 樋口達人   | 田中雄一                       | 平向智子   | 横山隆            | 井ノ上ユウ子          | 8月17日       |
| 17   | 炸裂! アルティメットサンダー!!   | 山田健一   | 矢野博之                       | 吉本毅     | 武内美月          | -                     | 8月24日       |
| 18   | 革命（カゼ）を起こせ!            | 冨岡淳広   | 岩崎知子                       | 岩崎知子   | 吉原幸之助        | -                     | 8月31日       |
| 19   | 荒れ狂う海王の牙!                | 福嶋幸典   | 小島正幸                       | 浅見松雄   | 朴旲烈            | 池田裕治 井ノ上ユウ子 | 9月7日        |
| 20   | 羽ばたけ! 天馬の化身!!           | 福嶋幸典   | 冨安大貴                       | 冨安大貴   | 武内美月          | 池田裕治              | 9月14日       |
| 21   | 秋空の挑戦者!                    | 稲荷明比古 | 濁川敦                         | 濁川敦     | 中野繭子 森知鶴   | 井ノ上ユウ子          | 9月21日       |
| 22   | 集え! 革命の旗に!!               | 神山修一   | 博多正寿                       | 吉本毅     | 松坂定俊 湯川純   | 池田裕治              | 9月28日       |
| 23   | 恐怖のサイクロンスタジアム!      | 冨岡淳広   | 矢野博之                       | 廣川集一   | 菊地功一 青野厚司 | 井ノ上ユウ子          | 10月12日      |
| 24   | 甦れ! 俺たちのサッカー!!         | 福嶋幸典   | 山口健太郎                     | 山口健太郎 | 武内美月          | -                     | 10月19日      |
| 25   | あいつが帰ってくる!              | 樋口達人   | 岩崎知子                       | 岩崎知子   | 吉原幸之助        | 井ノ上ユウ子          | 10月26日      |
| 26   | 立ちはだかる白い悪魔!            | 稲荷明比古 | 鈴木健一                       | 鈴木健一   | 薮本陽輔          | 池田裕治              | 11月2日       |
| 27   | 氷上の激闘! VS白恋中!!           | 稲荷明比古 | 矢野博之                       | 吉本毅     | 武内美月          | 井ノ上ユウ子          | 11月9日       |
| 28   | 監督・鬼道の不安                 | 山田健一   | 小谷信友                       | 浅見松雄   | 朴旲烈            | 池田裕治              | 11月16日      |
| 29   | 宿命の対決! 木戸川清修!!         | 福嶋幸典   | 町谷俊輔                       | 町谷俊輔   | 中野繭子 森知鶴   | 池田裕治              | 11月23日      |
| 30   | 華麗なる戦術! 鬼道VSアフロディ!! | 福嶋幸典   | 冨安大貴                       | 冨安大貴   | 武内美月          | -                     | 11月30日      |
| 31   | 化身! 戦国武神ムサシ見参!!       | 神山修一   | 博多正寿                       | 平向智子   | 横山隆            | 池田裕治              | 12月7日       |
| 32   | 革命（カゼ）の軌跡               | 冨岡淳広   | 秋山勝仁 かまくらゆみ          | 吉本毅     | 湯川純            | 池田裕治              | 12月14日      |
| 33   | 謎の敵! 幻影学園!!               | 山田健一   | 岩崎知子                       | 岩崎知子   | 吉原幸之助        | 池田裕治              | 12月21日      |
| 34   | 防御不可能! マボロシショット!!   | 稲荷明比古 | 矢野博之                       | 廣川集一   | 菊地功一 青野厚司 | 池田裕治              | 2012年 1月4日 |
| 35   | 衝撃の采配! キーパー交代!!       | 稲荷明比古 | 山口健太郎                     | 山口健太郎 | 武内美月          | 池田裕治              | 1月11日       |
| 36   | 運命の再会                       | 冨岡淳広   | 博多正寿                       | 浅見松雄   | 朴旲烈            | 池田裕治              | 1月18日       |
| 37   | 硝子細工の天才                   | 神山修一   | 濁川敦                         | 濁川敦     | 薮本陽輔          | 井ノ上ユウ子          | 1月25日       |
| 38   | 解き放たれる太陽の化身!          | 山田健一   | 矢野博之                       | 吉本毅     | 武内美月          | -                     | 2月1日        |
| 39   | 天馬VS太陽                       | 樋口達人   | 冨安大貴                       | 冨安大貴   | 横山隆            | 池田裕治              | 2月8日        |
| 40   | 新キャプテン! 松風天馬!!         | 福嶋幸典   | 岩崎知子                       | 岩崎知子   | 吉原幸之助        | -                     | 2月15日       |
| 41   | 決戦! アマノミカドスタジアム!!   | 稲荷明比古 | 町谷俊輔                       | 町谷俊輔   | 中野繭子 森知鶴   | 池田裕治              | 2月22日       |
| 42   | 出現、最強の敵! ドラゴンリンク!! | 神山修一   | 博多正寿                       | 博多正寿   | 武内美月          | -                     | 2月29日       |
| 43   | 壮絶! 最後の聖戦!!               | 樋口達人   | 矢野博之                       | 吉本毅     | 松坂定俊 湯川純   | 井ノ上ユウ子          | 3月7日        |
| 44   | 天まで届け! みんなのサッカー!!   | 山田健一   | 山口健太郎                     | 山口健太郎 | 横山隆            | 池田裕治              | 3月14日       |
| 45   | 未来（あした）へのパス           | 稲荷明比古 | 廣川集一                       | 廣川集一   | 菊地功一 青野厚司 | 井ノ上ユウ子          | 3月21日       |
| 46   | TV局が来た!                      | 冨岡淳広   | 冨安大貴                       | 冨安大貴   | 中野繭子          | 池田裕治              | 4月4日        |
| 47   | これが雷門中サッカー部だ!        | 山田健一   | 冨安大貴                       | 冨安大貴   | 中野繭子          | 池田裕治              | 4月11日       |

#### 第2期『イナズマイレブンGO クロノ・ストーン』
| 話数 | 通算話 | サブタイトル                         | 脚本       | 絵コンテ              | 演出             | 作画監督                                | 総作画監督            | 放送日         |
| ---- | ------ | ------------------------------------ | ---------- | --------------------- | ---------------- | --------------------------------------- | --------------------- | -------------- |
| 1    | 48     | サッカーが消えた!?                   | 日野晃博   | 秋山勝仁 かまくらゆみ | 吉本毅           | 武内美月                                | 池田裕治              | 2012年 4月18日 |
| 2    | 49     | 時を越えた天馬!                      | 日野晃博   | 宮尾佳和              | 濁川敦           | 薮本陽輔                                | 井ノ上ユウ子          | 4月25日        |
| 3    | 50     | よみがえれ! 雷門!!                   | 冨岡淳広   | 福田道生              | 平向智子         | 湯川純 松坂定俊                         | 池田裕治              | 5月2日         |
| 4    | 51     | 最後のサッカー                       | 稲荷明比古 | 岩崎知子              | 加藤顕           | 吉原幸之助                              | 井ノ上ユウ子          | 5月9日         |
| 5    | 52     | 驚愕! サッカー禁止令!!               | 神山修一   | 町谷俊輔              | 町谷俊輔         | 森知鶴 中野繭子                         | 池田裕治              | 5月23日        |
| 6    | 53     | 壮絶! プロトコル・オメガ2.0!!        | 樋口達人   | 博多正寿              | 博多正寿         | 武内美月                                | -                     | 5月30日        |
| 7    | 54     | ゴッドエデンの特訓!                  | 山田健一   | 山口健太郎            | 吉本毅           | 横山隆                                  | 井ノ上ユウ子          | 6月6日         |
| 8    | 55     | 極めろ! 化身アームド!!               | 冨岡淳広   | 冨安大貴              | 冨安大貴         | 武内美月                                | -                     | 6月13日        |
| 9    | 56     | 覇者の聖典を手に入れろ!              | 稲荷明比古 | 福田道生              | 久保太郎         | 菊地功一 工藤隆光                       | 池田裕治              | 6月20日        |
| 10   | 57     | 衝撃の再会! 円堂大介!!               | 神山修一   | 宮尾佳和              | まつもとよしひさ | たなべひろし                            | 井ノ上ユウ子          | 6月27日        |
| 11   | 58     | 探し出せ! 時空最強イレブン!?         | 稲荷明比古 | もりたけし            | 加藤顕           | 吉原幸之助                              | 池田裕治              | 7月4日         |
| 12   | 59     | 来たぞ! 信長の町!!                   | 日野晃博   | 山口健太郎            | 山口健太郎       | 武内啓                                  | -                     | 7月11日        |
| 13   | 60     | 大乱戦! 白鹿組!!                     | 樋口達人   | 福田道生              | 吉本毅           | 湯川純 松坂定俊                         | 井ノ上ユウ子          | 7月18日        |
| 14   | 61     | 潜入! 踊り子大作戦!!                 | 山田健一   | 濁川敦                | 渡部周           | 中野繭子 森知鶴                         | 池田裕治              | 7月25日        |
| 15   | 62     | 尾張の国の大特訓!                    | 福嶋幸典   | 吉田泰三              | 登坂晋           | 日下部智津子                            | 井ノ上ユウ子          | 8月1日         |
| 16   | 63     | うつけ祭りの決戦!                    | 石橋大助   | 博多正寿              | 博多正寿         | 武内啓                                  | -                     | 8月15日        |
| 17   | 64     | 夢の天下                             | 神山修一   | 冨安大貴              | 冨安大貴         | 横山隆 酒向大輔                         | 池田裕治              | 8月22日        |
| 18   | 65     | みんなが帰ってきた!                  | 日野晃博   | 矢野博之              | 久保太郎         | 菊地功一 吉田徹                         | 池田裕治 井ノ上ユウ子 | 8月29日        |
| 19   | 66     | 鎧の少女                             | 稲荷明比古 | もりたけし            | 加藤顕           | 吉原幸之助                              | -                     | 9月5日         |
| 20   | 67     | 炎の中のサッカー!                    | 神山修一   | 山口健太郎            | 高村雄太         | 松井誠                                  | 池田裕治 井ノ上ユウ子 | 9月12日        |
| 21   | 68     | 誓いはこの旗のもとに                 | 石橋大助   | 博多正寿              | 吉本毅           | 武内啓                                  | -                     | 9月19日        |
| 22   | 69     | 劉備さんは面白い!                    | 福嶋幸典   | まつもとよしひさ      | まつもとよしひさ | 山崎輝彦、山口飛鳥 河野依里子、大森理恵 | 井ノ上ユウ子          | 10月3日        |
| 23   | 70     | 仰天! 孔明の館!!                     | 山田健一   | 町谷俊輔              | 渡部周           | 森知鶴 中野繭子                         | 池田裕治              | 10月10日       |
| 24   | 71     | 激襲! ザナーク・ドメイン!!           | 岡村直宏   | 矢野博之              | 吉本毅           | 武内啓                                  | -                     | 10月17日       |
| 25   | 72     | 炸裂! 孔明の力!!                     | 樋口達人   | 博多正寿              | 徐恵眞           | 岡辰也 田中志穂                         | 井ノ上ユウ子          | 10月24日       |
| 26   | 73     | 坂本龍馬! 登場!!                     | 神山修一   | 秋山勝仁 博多正寿     | 吉本毅           | 湯川純、横山隆 Kim Gi Nam               | 井ノ上ユウ子 武内啓   | 10月31日       |
| 27   | 74     | 幕末の剣士! 沖田総司!!               | 稲荷明比古 | もりたけし            | 加藤顕           | 吉原幸之助                              | -                     | 11月7日        |
| 28   | 75     | サッカー対決! 坂本VS沖田!!           | 石橋大助   | こでらかつゆき        | 村山清           | 橋本航平、小林史緒里 築山翔太           | 井ノ上ユウ子 武内啓   | 11月14日       |
| 29   | 76     | 時代をつくる男たち                   | 福嶋幸典   | 博多正寿              | 博多正寿         | 松坂定俊                                | 井ノ上ユウ子 池田裕治 | 11月14日       |
| 30   | 77     | 円堂守伝説!                          | 冨岡淳広   | 冨安大貴              | 冨安大貴         | 中野繭子                                | -                     | 11月21日       |
| 31   | 78     | 恐竜時代へGO!                        | 山田健一   | 濁川敦                | 濁川敦           | 河野依里子、落合麻衣子 海保仁美         | 井ノ上ユウ子          | 11月28日       |
| 32   | 79     | 見たか! 恐竜の王!!                   | 福嶋幸典   | こでらかつゆき        | 徐恵眞           | 岡辰也 田中志穂                         | 池田裕治              | 12月5日        |
| 33   | 80     | 獣の谷の大決戦!                      | 石橋大助   | 矢野博之              | 中川航           | 薄谷栄之                                | 池田裕治              | 12月12日       |
| 34   | 81     | さよならと吼える声                   | 日野晃博   | こでらかつゆき        | 吉本毅           | 武内啓                                  | -                     | 12月19日       |
| 35   | 82     | 伝説へのジャンプ!                    | 神山修一   | もりたけし            | 加藤顕           | 吉原幸之助                              | -                     | 12月26日       |
| 36   | 83     | 集え! 円卓の騎士!!                   | 稲荷明比古 | 町谷俊輔              | 渡部周           | 中野繭子 森知鶴                         | 井ノ上ユウ子          | 2013年 1月9日  |
| 37   | 84     | アーサー王とマスタードラゴン         | 神山修一   | 博多正寿              | 博多正寿         | 湯川純 横山隆                           | 池田裕治              | 1月16日        |
| 38   | 85     | 恐怖のハイパーダイブモード!          | 神山修一   | 濁川敦                | 濁川敦           | 服部益実、海保仁美 山崎輝彦             | 井ノ上ユウ子 武内啓   | 1月23日        |
| 39   | 86     | 結束! 雷門とエルドラド!!             | 福嶋幸典   | もりたけし            | 冨安大貴         | 武内啓                                  | -                     | 1月30日        |
| 40   | 87     | 壮絶開幕! 最終決戦ラグナロク!!       | 山田健一   | こでらかつゆき        | 徐恵眞           | 岡辰也 田中志穂                         | 池田裕治              | 2月6日         |
| 41   | 88     | フェイの目醒め                       | 石橋大助   | 矢野博之              | 中川航           | 中川航 徐正河                           | 池田裕治 井ノ上ユウ子 | 2月13日        |
| 42   | 89     | 11人目の時空最強!                    | 岡村直宏   | 山口健太郎            | 山口健太郎       | 武内啓                                  | -                     | 2月20日        |
| 43   | 90     | メカ円堂登場!                        | 稲荷明比古 | 小島正士              | 加藤顕           | 吉原幸之助 柳田義明                     | -                     | 2月27日        |
| 44   | 91     | フェイが敵!?                         | 山田健一   | こでらかつゆき        | 博多正寿         | 鈴木美音織                              | 池田裕治              | 3月6日         |
| 45   | 92     | グレートマックスなオレ!              | 神山修一   | 矢野博之              | 吉本毅           | 横山隆 湯川純                           | 井ノ上ユウ子          | 3月13日        |
| 46   | 93     | 支援者Xの正体!                       | 冨岡淳広   | こでらかつゆき        | 濁川敦           | 海保仁美、仲田美歩 山崎輝彦、大森理恵   | 池田裕治 武内啓       | 3月20日        |
| 47   | 94     | 集結! 時空最強イレブン!!             | 福嶋幸典   | 登坂晋                | 登坂晋           | 日下部智津子                            | -                     | 4月3日         |
| 48   | 95     | SARUの力!                            | 福嶋幸典   | 博多正寿              | 博多正寿         | 武内啓                                  | -                     | 4月10日        |
| 49   | 96     | 猛攻! セカンドステージ・チルドレン!! | 石橋大助   | 宮尾佳和              | 徐恵眞           | 岡辰也 田中志穂                         | 池田裕治              | 4月17日        |
| 50   | 97     | 最後のタイムジャンプ!                | 日野晃博   | もりたけし            | 山口健太郎       | 阿部智之 鈴木美音織                     | 井ノ上ユウ子          | 4月24日        |
| 51   | 98     | サッカーが帰ってきた!                | 冨岡淳広   | 冨安大貴              | 冨安大貴         | 中野繭子                                | 池田裕治              | 5月1日         |

#### 第3期『イナズマイレブンGO ギャラクシー』
| 話数 | 通算話 | サブタイトル                               | 脚本       | 絵コンテ              | 演出         | 作画監督                                                        | 総作画監督            | 放送日        |
| ---- | ------ | ------------------------------------------ | ---------- | --------------------- | ------------ | --------------------------------------------------------------- | --------------------- | ------------- |
| 1    | 99     | 最悪! 新生イナズマジャパン!!               | 日野晃博   | 秋山勝仁 かまくらゆみ | 吉本毅       | 武内啓                                                          | 池田裕治              | 2013年 5月8日 |
| 2    | 100    | 立ち込める暗雲! 世界大会開幕!!             | 冨岡淳広   | もりたけし            | 岡村正弘     | 田中志穂 小市由佳                                               | 井ノ上ユウ子          | 5月15日       |
| 3    | 101    | 小さな変化                                 | 福嶋幸典   | 山口健太郎            | 山口健太郎   | 横山隆 湯川純                                                   | 池田裕治 井ノ上ユウ子 | 5月22日       |
| 4    | 102    | チーム結成の謎                             | 山田健一   | もりたけし            | 黒瀬大輔     | 鈴木美音織                                                      | 池田裕治              | 5月29日       |
| 5    | 103    | イナズマジャパン脱退試験!                  | 神山修一   | かまくらゆみ          | 博多正寿     | 武内啓                                                          | -                     | 6月5日        |
| 6    | 104    | チームの中の敵!                            | 稲荷明比古 | もりたけし            | 徐恵眞       | 岡辰也 田中志穂                                                 | 井ノ上ユウ子          | 6月12日       |
| 7    | 105    | 楽しいサッカーをしよう!                    | 石橋大助   | もりたけし            | 又野弘道     | 菅野智之                                                        | 池田裕治 井ノ上ユウ子 | 6月19日       |
| 8    | 106    | 九坂の二つの顔                             | 福嶋幸典   | もりたけし            | 小野田雄亮   | 阿部智之                                                        | 池田裕治              | 6月26日       |
| 9    | 107    | 帝王の涙!                                  | 岡村直宏   | もりたけし            | オジング     | 武内啓                                                          | -                     | 7月3日        |
| 10   | 108    | 特訓! ブラックルーム!!                     | 福嶋幸典   | 博多正寿              | 岡村正弘     | 岡辰也 田中志穂                                                 | 中野繭子              | 7月10日       |
| 11   | 109    | じぶん嫌い                                 | 神山修一   | 島津裕行              | 吉本毅       | 横山隆 湯川純                                                   | 井ノ上ユウ子          | 7月17日       |
| 12   | 110    | フィールドの告白                           | 稲荷明比古 | 山口健太郎            | 中川航       | 鈴木美音織                                                      | 池田裕治              | 7月24日       |
| 13   | 111    | 勝利への解法                               | 石橋大助   | もりたけし            | 冨安大貴     | 武内啓                                                          | -                     | 7月31日       |
| 14   | 112    | 強襲! レジスタンスジャパン!!               | 冨岡淳広   | 宮尾佳和              | 徐恵眞       | 岡辰也 田中志穂                                                 | 井ノ上ユウ子          | 8月7日        |
| 15   | 113    | 激闘! 世界への挑戦!!                       | 宇田川貴広 | 島津裕行              | 又野弘道     | 菅野智之                                                        | 中野繭子              | 8月14日       |
| 16   | 114    | 信頼し結束する力!                          | 福嶋幸典   | もりたけし            | 渡部周       | 阿部智之                                                        | 池田裕治              | 8月21日       |
| 17   | 115    | 戦いの終わりと始まり                       | 福嶋幸典   | 博多正寿              | 博多正寿     | 武内啓                                                          | -                     | 8月28日       |
| 18   | 116    | 来訪者                                     | 岡村直宏   | もりたけし            | 岡村正弘     | 岡辰也 田中志穂                                                 | 中野繭子              | 9月4日        |
| 19   | 117    | 行くぞ! 宇宙へ!!                           | 石橋大助   | 矢野博之              | オジング     | 横山隆 湯川純                                                   | 井ノ上ユウ子          | 9月11日       |
| 20   | 118    | 砂の星にやってきた!                        | 神山修一   | 島津裕行              | 中川航       | 鈴木美音織                                                      | 池田裕治              | 9月18日       |
| 21   | 119    | 暴走! ブラックルーム!!                     | 福嶋幸典   | もりたけし            | 吉本毅       | 武内啓                                                          | -                     | 10月9日       |
| 22   | 120    | 激突! 宇宙サッカー!!                       | 稲荷明比古 | 博多正寿              | 徐恵眞       | 岡辰也 田中志穂                                                 | 中野繭子 武内啓       | 10月16日      |
| 23   | 121    | 獣（ソウル）出現!                          | 稲荷明比古 | もりたけし            | 又野弘道     | 菅野智之、山崎展義 青井清年、山崎健志 菅野芳弘、三井寿 石川愛理 | 井ノ上ユウ子 武内啓   | 10月23日      |
| 24   | 122    | 水の星の戦士たち!                          | 宇田川貴広 | 島津裕行              | 石井久志     | 阿部智之                                                        | 池田裕治              | 10月30日      |
| 25   | 123    | 瞬木隼人の闇!                              | 冨岡淳広   | 矢野博之              | 吉本毅       | 武内啓                                                          | -                     | 11月6日       |
| 26   | 124    | 目覚めよ! 俺のダークサイド!!               | 福嶋幸典   | もりたけし            | 中川航       | 岡辰也 田中志穂                                                 | 中野繭子              | 11月13日      |
| 27   | 125    | 皆帆のオウンゴール!                        | 福嶋幸典   | もりたけし            | オジング     | 横山隆 森知鶴                                                   | 井ノ上ユウ子          | 11月20日      |
| 28   | 126    | 灼熱の惑星ガードン!                        | 石橋大助   | 島津裕行              | 渡部周       | 鈴木美音織、阿部智之 小池恵                                     | 池田裕治              | 11月27日      |
| 29   | 127    | 翼を捨てた戦士たち                         | 岡村直宏   | 博多正寿              | 博多正寿     | 武内啓                                                          | -                     | 12月4日       |
| 30   | 128    | 強烈! シュートカウンター!!                 | 稲荷明比古 | もりたけし            | 徐恵眞       | 岡辰也、田中志穂 仲村信樹                                       | 中野繭子 武内啓       | 12月11日      |
| 31   | 129    | ダブルソウル! 井吹と神童!!                 | 稲荷明比古 | もりたけし            | 又野弘道     | 石川愛理 貫井司                                                 | 井ノ上ユウ子 武内啓   | 12月18日      |
| 32   | 130    | 緑の惑星ラトニーク!                        | 神山修一   | 宮尾佳和              | 石井久志     | 阿部智之                                                        | 池田裕治              | 12月25日      |
| 33   | 131    | 限りある時間! 永遠の友情!!                 | 福嶋幸典   | 島津裕行              | 吉本毅       | 武内啓                                                          | -                     | 2014年 1月8日 |
| 34   | 132    | 涙の怒髪天シュート!                        | 福嶋幸典   | 矢野博之              | 筆坂明規     | 岡辰也、田中志穂 仲村信樹                                       | 中野繭子 池田裕治     | 1月15日       |
| 35   | 133    | 希望の欠片                                 | 冨岡淳広   | もりたけし            | オジング     | 横山隆 森知鶴                                                   | 井ノ上ユウ子          | 1月22日       |
| 36   | 134    | 最凶! イクサルフリート誕生!!               | 山田健一   | もりたけし            | 中川航       | 鈴木美音織 小池恵                                               | 池田裕治              | 1月29日       |
| 37   | 135    | 決戦! ファラム・ディーテ!!                 | 石橋大助   | もりたけし            | 吉本毅       | 武内啓                                                          | -                     | 2月5日        |
| 38   | 136    | 天馬VS剣城!                                | 稲荷明比古 | 秋山勝仁              | 又野弘道     | 貫井司、清山滋崇 横山隆、本田隆                                 | 中野繭子 池田裕治     | 2月12日       |
| 39   | 137    | 翔ろ! 俺のソウル!!                         | 稲荷明比古 | 宮尾佳和              | 石井久志     | 鈴木美音織、小池恵 阿部智之                                     | 井ノ上ユウ子          | 2月19日       |
| 40   | 138    | 俺たちの最後の戦い!                        | 冨岡淳広   | 山口健太郎            | 吉本毅       | 武内啓                                                          | -                     | 2月26日       |
| 41   | 139    | 暴走する獣（ソウル）!                      | 冨岡淳広   | 博多正寿              | 博多正寿     | 横山隆 森知鶴                                                   | 池田裕治              | 3月5日        |
| 42   | 140    | 嵐・竜巻・ハリケーン!                      | 冨岡淳広   | 秋山勝仁 山口健太郎   | 中川航       | 武内啓 池田裕治                                                 | -                     | 3月12日       |
| 43   | 141    | 最後のキック! 未来（あす）に向かって飛べ!! | 冨岡淳広   | かまくらゆみ          | かまくらゆみ | 阿部智之 鈴木美音織                                             | 井ノ上ユウ子          | 3月19日       |

放送休止
- 2011年10月5日は「徳光&ピン子&ミッツのもしも突然芸能人が家族になったらどうなるSP!?」のため休止。
- 2011年12月28日は『劇場版第2弾公開記念特番「劇場版イナズマイレブン 最強軍団オーガ襲来」』のため休止。
- 2012年3月28日は「仰天パニックシアター」のため休止。
- 2012年5月16日は「ダンボール戦機W 1時間スペシャル」のため休止。
- 2012年8月8日は「ロンドンオリンピック」中継のため休止。
- 2012年9月26日は「仰天パニックシアター」のため休止。
- 2013年1月2日は『新春ワイド時代劇「白虎隊〜敗れざる者たち」』のため休止。
- 2013年3月27日は「あなたの街にもきっとある 行列のできない激うまラーメン6」のため休止。
- 2013年9月25日は「ウソのような本当の瞬間!30秒後に絶対見られるTV」のため休止。
- 2013年10月2日は「ポケットモンスターTHE ORIGIN」のため休止。
- 2014年1月1日は「新春カラオケ★バトル12 夢の競演! 波乱の下剋上スペシャル」のため休止。

### 放送局
字幕放送はテレビ東京系列（BSジャパン 含む）とキッズステーションのみ、連動データ放送 はテレビ東京系列6局のみで実施。
| 放送地域       | 放送局             | 放送期間                                                                     | 放送日時                                                    | 系列                  | 備考                                                                              |
| 第1期          | 第1期              | 第1期                                                                        | 第1期                                                       | 第1期                 | 第1期                                                                             |
| -------------- | ------------------ | ---------------------------------------------------------------------------- | ----------------------------------------------------------- | --------------------- | --------------------------------------------------------------------------------- |
| 関東広域圏     | テレビ東京         | 2011年5月4日 - 2012年4月11日                                                 | 水曜 19:00 - 19:27                                          | テレビ東京系列        | 製作局                                                                            |
| 北海道         | テレビ北海道       | 2011年5月4日 - 2012年4月11日                                                 | 水曜 19:00 - 19:27                                          | テレビ東京系列        | 同時ネット                                                                        |
| 愛知県         | テレビ愛知         | 2011年5月4日 - 2012年4月11日                                                 | 水曜 19:00 - 19:27                                          | テレビ東京系列        | 同時ネット                                                                        |
| 大阪府         | テレビ大阪         | 2011年5月4日 - 2012年4月11日                                                 | 水曜 19:00 - 19:27                                          | テレビ東京系列        | 同時ネット                                                                        |
| 岡山県・香川県 | テレビせとうち     | 2011年5月4日 - 2012年4月11日                                                 | 水曜 19:00 - 19:27                                          | テレビ東京系列        | 同時ネット                                                                        |
| 福岡県         | TVQ九州放送        | 2011年5月4日 - 2012年4月11日                                                 | 水曜 19:00 - 19:27                                          | テレビ東京系列        | 同時ネット                                                                        |
| 日本全域       | ニコニコチャンネル | 2011年5月4日 - 2012年4月11日                                                 | 水曜 19:30 更新                                             | ネット配信            | テレビ東京あにてれちゃんねるにて配信 第1話・第2話は無料 第3話以降は有料配信       |
| 日本全域       | BSジャパン         | 2011年5月7日 - 2012年4月14日                                                 | 土曜 18:00 - 18:30                                          | テレビ東京系列 BS放送 |                                                                                   |
| 日本全域       | AT-X               | 2011年5月15日 - 2012年4月22日                                                | 日曜 9:30 - 10:00                                           | CS放送                | リピート放送あり                                                                  |
| 鹿児島県       | 鹿児島テレビ       | 2011年5月30日 - 2012年5月25日                                                | 金曜 15:30 - 16:00                                          | フジテレビ系列        | 前作は県内未放送                                                                  |
| 青森県         | 青森放送           | 2011年7月18日 - 2012年7月23日                                                | 月曜 16:20 - 16:50                                          | 日本テレビ系列        | 前作は県内未放送                                                                  |
| 大分県         | 大分放送           | 2011年7月30日 - 2012年6月23日                                                | 土曜 5:15 - 5:45                                            | TBS系列               |                                                                                   |
| 日本全域       | キッズステーション | 2011年8月6日 - 2012年7月7日                                                  | 土曜 17:00 - 17:30                                          | CS放送                | リピート放送あり                                                                  |
| 山形県         | テレビユー山形     | 2011年10月23日 - 2012年10月7日                                               | 日曜 5:45 - 6:15                                            | TBS系列               |                                                                                   |
| 日本全域       | ディズニーXD       | 2012年2月6日 - 7月16日                                                       | 月曜 6:30 - 7:25                                            | CS放送                | 2話ずつ放送、リピート放送あり                                                     |
| 長崎県         | 長崎放送           | 2012年4月15日 - 2013年3月17日                                                | 日曜 5:45 - 6:15                                            | TBS系列               |                                                                                   |
| 和歌山県       | テレビ和歌山       | 2012年4月19日 - 2013年3月28日                                                | 木曜 17:30 - 18:00                                          | 独立局                |                                                                                   |
| 奈良県         | 奈良テレビ         | 2012年4月19日 - 2013年3月14日 2013年4月6日 - 4月27日                         | 木曜 19:00 - 19:30 土曜 7:00 - 7:30                         | 独立局                |                                                                                   |
| 滋賀県         | びわ湖放送         | 2012年6月27日 - 2013年5月22日                                                | 水曜 17:15 - 17:44                                          | 独立局                |                                                                                   |
| 宮崎県         | 宮崎放送           | 2013年2月27日 - 3月27日 2013年4月5日 - 2014年3月21日                         | 水曜 15:00 - 15:30 金曜 15:30 - 16:00                       | TBS系列               |                                                                                   |
| 岐阜県         | 岐阜放送           | 2013年11月6日 - 12月25日 2014年1月15日 - 10月8日                             | 水曜 18:30 - 19:00 水曜 17:30 - 17:59                       | 独立局                |                                                                                   |
| 第2期          |                    |                                                                              |                                                             |                       |                                                                                   |
| 関東広域圏     | テレビ東京         | 2012年4月18日 - 2013年5月1日                                                 | 水曜 19:00 - 19:27                                          | テレビ東京系列        | 製作局                                                                            |
| 北海道         | テレビ北海道       | 2012年4月18日 - 2013年5月1日                                                 | 水曜 19:00 - 19:27                                          | テレビ東京系列        | 同時ネット                                                                        |
| 愛知県         | テレビ愛知         | 2012年4月18日 - 2013年5月1日                                                 | 水曜 19:00 - 19:27                                          | テレビ東京系列        | 同時ネット                                                                        |
| 大阪府         | テレビ大阪         | 2012年4月18日 - 2013年5月1日                                                 | 水曜 19:00 - 19:27                                          | テレビ東京系列        | 同時ネット                                                                        |
| 岡山県・香川県 | テレビせとうち     | 2012年4月18日 - 2013年5月1日                                                 | 水曜 19:00 - 19:27                                          | テレビ東京系列        | 同時ネット                                                                        |
| 福岡県         | TVQ九州放送        | 2012年4月18日 - 2013年5月1日                                                 | 水曜 19:00 - 19:27                                          | テレビ東京系列        | 同時ネット                                                                        |
| 日本全域       | ニコニコチャンネル | 2012年4月18日 - 2013年5月1日                                                 | 水曜 19:30 更新                                             | ネット配信            | テレビ東京あにてれちゃんねるにて配信 第1話・第2話は無料 第3話以降は有料配信       |
| 日本全域       | BSジャパン         | 2012年4月21日 - 9月22日 2012年10月6日 - 2013年5月4日                         | 土曜 18:00 - 18:30 土曜 6:30 - 7:00                         | テレビ東京系列 BS放送 |                                                                                   |
| 日本全域       | AT-X               | 2012年4月29日 - 9月30日 2012年10月7日 - 2013年5月12日                        | 日曜 9:30 - 10:00 日曜 19:30 - 20:00                        | CS放送                | リピート放送あり                                                                  |
| 鹿児島県       | 鹿児島テレビ       | 2012年6月1日 - 2013年3月29日 2013年4月6日 - 6月22日                          | 金曜 15:30 - 16:00 土曜 4:03 - 4:30                         | フジテレビ系列        |                                                                                   |
| 日本全域       | キッズステーション | 2012年7月14日 - 2013年7月20日                                                | 土曜 17:00 - 17:30                                          | CS放送                | リピート放送あり                                                                  |
| 青森県         | 青森放送           | 2012年7月30日 - 2013年8月19日                                                | 月曜 16:20 - 16:50                                          | 日本テレビ系列        |                                                                                   |
| 山形県         | テレビユー山形     | 2012年10月14日 - 2013年10月20日                                              | 日曜 5:45 - 6:15                                            | TBS系列               |                                                                                   |
| 長崎県         | 長崎放送           | 2013年3月24日 - 2014年3月16日                                                | 日曜 5:45 - 6:15                                            | TBS系列               |                                                                                   |
| 和歌山県       | テレビ和歌山       | 2013年4月6日 - 2014年4月12日                                                 | 土曜 9:00 - 9:30                                            | 独立局                |                                                                                   |
| 奈良県         | 奈良テレビ         | 2013年5月4日 - 2014年4月19日                                                 | 土曜 7:00 - 7:30                                            | 独立局                |                                                                                   |
| 日本全域       | ディズニーXD       | 2013年5月26日 - 2014年5月25日                                                | 日曜 11:00 - 12:00                                          | CS放送                | 2話ずつ放送、リピート放送あり                                                     |
| 滋賀県         | びわ湖放送         | 2013年5月29日 - 2014年3月26日 2014年4月2日 - 5月21日                         | 水曜 17:15 - 17:44 水曜 17:15 - 17:45                       | 独立局                |                                                                                   |
| 宮崎県         | 宮崎放送           | 2014年3月28日 - 6月27日 2014年7月5日 - 10月4日 2014年10月14日 - 11月25日     | 金曜 15:30 - 16:00 土曜 5:15 - 5:45 月曜 - 木曜 4:30 - 5:00 | TBS系列               |                                                                                   |
| 岐阜県         | 岐阜放送           | 2014年10月15日 - 2015年7月15日 2015年7月22日 - 10月7日                       | 水曜 17:30 - 17:59 水曜 17:30 - 18:00                       | 独立局                |                                                                                   |
| 第3期          |                    |                                                                              |                                                             |                       |                                                                                   |
| 関東広域圏     | テレビ東京         | 2013年5月8日 - 12月25日 2014年1月8日 - 3月19日                               | 水曜 19:00 - 19:27 水曜 19:27 - 19:55                       | テレビ東京系列        | 製作局 2013年7月24日からは『アニ×アニ!』枠内で放送 2014年1月8日から再び単独番組化 |
| 北海道         | テレビ北海道       | 2013年5月8日 - 12月25日 2014年1月8日 - 3月19日                               | 水曜 19:00 - 19:27 水曜 19:27 - 19:55                       | テレビ東京系列        | 同時ネット                                                                        |
| 愛知県         | テレビ愛知         | 2013年5月8日 - 12月25日 2014年1月8日 - 3月19日                               | 水曜 19:00 - 19:27 水曜 19:27 - 19:55                       | テレビ東京系列        | 同時ネット                                                                        |
| 大阪府         | テレビ大阪         | 2013年5月8日 - 12月25日 2014年1月8日 - 3月19日                               | 水曜 19:00 - 19:27 水曜 19:27 - 19:55                       | テレビ東京系列        | 同時ネット                                                                        |
| 岡山県・香川県 | テレビせとうち     | 2013年5月8日 - 12月25日 2014年1月8日 - 3月19日                               | 水曜 19:00 - 19:27 水曜 19:27 - 19:55                       | テレビ東京系列        | 同時ネット                                                                        |
| 福岡県         | TVQ九州放送        | 2013年5月8日 - 12月25日 2014年1月8日 - 3月19日                               | 水曜 19:00 - 19:27 水曜 19:27 - 19:55                       | テレビ東京系列        | 同時ネット                                                                        |
| 日本全域       | ニコニコチャンネル | 2013年5月8日 - 12月25日 2014年1月8日 - 3月19日                               | 水曜 19:30 更新                                             | ネット配信            | テレビ東京あにてれちゃんねるにて配信 第1話・第2話は無料 第3話以降は有料配信       |
| 日本全域       | BSジャパン         | 2013年5月11日 - 2014年3月22日                                                | 土曜 6:30 - 7:00                                            | テレビ東京系列 BS放送 |                                                                                   |
| 日本全域       | AT-X               | 2013年5月19日 - 7月28日 2013年8月4日 - 2014年1月12日 2014年1月19日 - 3月30日 | 日曜 19:30 - 20:00 日曜 19:30 - 19:55 日曜 19:30 - 20:00    | CS放送                | リピート放送あり                                                                  |
| 日本全域       | キッズステーション | 2013年8月3日 - 2014年6月7日                                                  | 土曜 17:00 - 17:30                                          | CS放送                | リピート放送あり                                                                  |
| 長崎県         | 長崎放送           | 2014年3月23日 - 2015年1月25日                                                | 日曜 5:45 - 6:15                                            | TBS系列               |                                                                                   |
| 和歌山県       | テレビ和歌山       | 2014年4月19日 - 9月27日 2014年10月3日 - 2015年2月27日                        | 土曜 9:00 - 9:30 金曜 7:30 - 8:00                           | 独立局                |                                                                                   |
| 奈良県         | 奈良テレビ         | 2014年4月26日 - 2015年2月14日                                                | 土曜 7:00 - 7:30                                            | 独立局                |                                                                                   |
| 滋賀県         | びわ湖放送         | 2014年5月28日 - 2015年3月25日                                                | 水曜 17:15 - 17:45                                          | 独立局                |                                                                                   |
| 日本全域       | ディズニーXD       | 2014年6月7日 - 11月1日                                                       | 土曜 - 日曜 7:30 - 8:00                                     | CS放送                | リピート放送あり、初回のみ2話連続放送                                             |
| 岐阜県         | 岐阜放送           | 2015年10月14日 - 2016年8月3日                                                | 水曜 17:30 - 18:00                                          | 独立局                |                                                                                   |

### 日本国外での放送
中国語圏
- 台湾・香港名「閃電十一人GO」のタイトルで放送。「クロノ・ストーン」の中国語名では「時空之石」。

| 放送地域 | 放送局                      | 放送期間 | 放送日時                                                                                                | 備考                                                                                |
| -------- | --------------------------- | --- | --- | ----------------------------------------------------------------------------------- |
| 台湾     | カートゥーン ネットワーク。 | 2012年5月21日 - 7月5日 2012年8月1日 - 8月15日 （無印） 2013年5月13日 - 6月11日 （無印(第46話、47話)、クロノ・ストーン） | 月曜 - 金曜 19:30 - 20:00 （無印） 月曜 - 金曜 18:00 - 19:00 （クロノ・ストーン）                       | リピート放送あり。 クロノ・ストーンでは18時から19時までの1時間のため、2話ずつ放送。 |
| 香港     | TVB兒童台                   | 2012年12月18日 - 2013年2月1日 2013年2月4日 - 2月18日 （無印） 2014年2月2日 - 8月3日 （クロノ・ストーン）                | 月曜 - 金曜 10:00 - 10:30 月曜 - 金曜 6:30 - 7:00 （無印） 土曜 - 日曜 7:00 - 7:30 （クロノ・ストーン） | リピート放送あり。                                                                  |
| 香港     | 無綫電視翡翠台              | 2013年6月16日 - 11月17日                                                                                                | 土曜 17:30 - 17:55 日曜 17:30 - 18:00 （無印）                                                          |                                                                                     |

韓国
- JEI 재능TV
  - 韓国名「썬더일레븐 GO」（サンダーイレブンGO）のタイトルで、無印は2012年4月18日から、クロノ・ストーンは2013年3月18日からの放送。

タイ
- Modernine TV
  - 2013年1月13日から同年6月22日まで毎週土曜、日曜に放送予定である。

イタリア
- ディズニーXD
  - 2013年7月1日放送開始。

スペイン
- ディズニーXD
  - 2013年6月3日放送開始。

フランス
- Gulli
  - 2013年9月2日放送開始。

インドネシア
- Kompas TV (コンパステレビ)
  - 2014年6月13日放送開始。
  - 月曜日〜金曜日 15時05分 - 15時30分

| テレビ東京系列 水曜19:00 - 19:27枠                                                           | テレビ東京系列 水曜19:00 - 19:27枠 | テレビ東京系列 水曜19:00 - 19:27枠                                                           |
| 前番組                                                                                       | 番組名 | 次番組                                                                                       |
| -------------------------------------------------------------------------------------------- | --- | -------------------------------------------------------------------------------------------- |
| イナズマイレブン （2011年3月2日 - 4月27日）                                                  | イナズマイレブンGO （2011年5月4日 - 2012年4月11日） ↓ イナズマイレブンGO クロノ・ストーン （2012年4月18日 - 2013年5月1日） ↓ イナズマイレブンGO ギャラクシー （2013年5月8日 - 12月25日） ※2013年7月24日より、 『アニ×アニ!』内で放送。 | 妖怪ウォッチ （2014年1月8日 - 3月26日）                                                      |
| テレビ東京系列 水曜19:27 - 19:55枠                                                           | |                                                                                              |
| ダンボール戦機WARS （2013年4月3日 - 12月25日）                                               | イナズマイレブンGO ギャラクシー （2014年1月8日 - 3月19日） 【ここまでアニメ枠】 | THEカラオケ★バトル ※18:57 - 19:55 （2014年4月23日 - 2016年3月23日） 【ここからバラエティ枠】 |
| テレビ東京 木曜7:30 - 8:00枠                                                                 | |                                                                                              |
| たまごっち!（再放送） （2010年10月7日 - 2011年9月29日）                                      | イナズマイレブンGO プレイバック （2011年10月6日 - 12月22日） | ウルトラマン列伝（再放送） （2012年1月5日 - 3月29日）                                        |
| テレビ東京 火曜7:30 - 8:00枠                                                                 | |                                                                                              |
| カードファイト!! ヴァンガード アジアサーキット編（再放送） （2012年4月10日 - 2012年9月25日） | イナダンベストセレクション（再放送） （2012年10月2日 - 12月25日） | 獣旋バトル モンスーノ（再放送） （2013年1月8日 - 3月26日）                                   |

## 劇場アニメ
第2作
第3作
第4作

## キャンペーンアニメ
『フレッツイナズマキャンペーンオリジナルアニメ』は、フレッツ光とのコラボレーションアニメ。前後編をキャンペーンサイトで配信され、前編は2011年11月に無料配信され、後編は2011年12月に配信され、フレッツ光メンバーズクラブに会員登録する必要がある。2012年4月1日に配信終了。
本作は映像ソフト化されておらず、現在は視聴することが出来ない。
オリジナルキャラクターとして風烈隼光が登場。風烈隼光が雷門サッカー部に入部し、リベンジの挑戦状を送り付けた海王学園と再び対決する。

## 漫画

### コロコロ版
漫画版「イナズマイレブンGO」が、『月刊コロコロコミック』誌上において、2011年11月号から2014年4月号まで連載された。前作同様に、原作および監修はレベルファイブ、漫画はやぶのてんやが担当している。

#### アニメ・ゲームとの相違点
- 「ホーリーロード」は開催されず、サッカー界を抑圧しようと目論む「フィフスセクター」と、それに立ち向かう雷門中という必要最小限の構図のみに物語が集約されている。
- 水鳥、茜、南沢、水森、小坂、一乃、青山なども登場しない。
- 豪炎寺が「フィフスセクター」の内部調査をしているが、聖帝「イシドシュウジ」にはなっておらず、円堂に呼ばれ雷門のコーチとして登場する。アニメ、ゲームにおける鬼道のポジションに相当する。
- 剣城優一が直接スタジアムに赴いて、京介を叱咤する。
- 千宮路大悟の過去の細かな部分と、大和の最後の心境が少々異なる。
- 錦が「ホーリーロードスタジアム」にて、まだ化身使いではない。
- ベータ達との戦いで、化身使い以外が離脱した理由はマインドコントロール状態ではなく、負傷ということになっている。
- 円堂大介のクロノストーンの現象が「エルドラド」の物ではなく、既になっている。
- 天馬達がベータ達と決着をつける及びガンマとザナークが登場するのは恐竜編である。
- 黄名子が初登場するのは、幻想世界編である。
- 錦の復帰と白竜の登場とザナークが雷門の味方になるのは幻想世界編からであり、「パーフェクト・カスケイド」との対戦中に登場した。
- 「フットボールフロンティア・インターナショナルV2」は開催されず、天馬達「アースイレブン」が直接「グランドセレスタ・ギャラクシー」に赴く。
- 信助はアースイレブンに加入せず、座名九郎や水川みのりも登場しない。

### コロイチ版
『コロコロイチバン』誌上において、前作同様こしたてつひろにより連載された。ホーリーロード編序盤のストーリーが、各話ごとの読み切りエピソードという形で描かれている。

### ちゃお版
映画公開を記念し、2012年1・2月号および2013年1・2月号に『ちゃお』に読み切りがそれぞれ2号連続で掲載。初の少女漫画掲載となる。漫画は八神千歳、原作・監修はレベルファイブ。女性視点の漫画ということで前半はマネージャーがメインになっている。この連載された漫画は2013年4月1日に発売された10人の少女漫画家の描き下ろし漫画が入った短編集『イナズマイレブンGOアンソロジー!』に掲載された。

#### ストーリー
- 2ショット大作戦（2012年1月号掲載） - 神童のファンである山菜茜は彼との2ショットを撮ろうと奮闘する。
- バレンタイン大作戦（2012年2月号掲載） - 天馬と信助は部員達のバレンタインの様子を見る。
- 合宿大作戦! 前編・後編（2013年1・2月号掲載）

## アーケードゲーム
アトラスブランドから2作がリリースされた。発売元は『イナズマイレブンGO バトルスタジアム』がインデックス（旧法人）、『イナズマイレブンGO バトリズム』がインデックス（旧法人）→インデックス（旧：セガドリーム）→セガ。

### イナズマイレブンGO バトルスタジアム
2011年12月21日より稼動の『イナズマイレブン 爆熱サッカーバトル』からリニューアルされたトレーディングカードアーケードゲーム。爆熱サッカーバトル第5弾よりGOのキャラクターが登場していたが、今作よりGOがメインとなる。

#### 遊び方
「ひとりであそぶ」「ふたりであそぶ」「イナップをかう」を選んでゲームスタート。イナップが排出された後、「雷門中学とたたかう」「選抜チームとたたかう」「はじめてあそぶ」のテーマを選択する。対戦チームにはそれぞれミッションが設定されている。イナップを1チーム4人分（アバターがいる場合は3人）をスキャンして試合開始。GKと他のポジションをスキャンし組合せによってフォーメーションが決定される。
試合は、オフェンス時は、青ボタン（ダッシュorドリブル）、緑ボタン（パス）、赤ボタン（シュート）、ディフェンス時は青ボタン（ブレス）の指示を出し、ボールをキープした選手が相手と接触するとタイミングバトルが発生する。シュートの際はキーパーと連打バトルが発生、シュート技がキーパー技を上回ればゴールとなる。
画面左上の応援マークは必殺技やパスで溜まっていき、1つで連携技、2つで化身必殺技、3つで全ての技がパワーアップする。
イナップ
排出カードに付属する6角形のチップでQRコードを読み込ませる。爆熱サッカーバトルのイナップよりデザインがリニューアルされた。特徴として切り離さなくともQRコードの読み込みが可能となっている。
爆熱サッカーバトルの旧イナップは、サポートイナップとして5枚目にスキャンすることでサポート効果として能力アップさせることが出来る。
イナップメモリーカード
バトルスタジアム用の記録カード。バトルスタジアムより新機能の自分専用のアバターの製作が可能。ゲームの結果やミッションを記録したり、チームメイトの登録、友情の証コレクション、技ポイントの獲得し必殺技の習得などが可能。
爆熱サッカーバトルのメモリーカードも継続して使用可能で、今までのデータがある場合はレベルに応じて技ポイントが獲得できる。

#### リリース
- 2011年12月21日 第1弾稼動開始（全42種）
- 2012年3月20日 爆裂メタルキャンペーン（全7種）
- 2012年4月9日-5月7日 チーム強化応援キャンペーン（合計1,000名抽選）
- 2012年5月31日 第2弾稼動開始（全35種）
- 2013年7月上旬 順次サービス終了

### イナズマイレブンGO バトリズム
『 - バトルスタジアム』の後継作で、2013年8月2日より順次稼働開始。発売元は当初はインデックス（旧法人）であったが、稼働開始前の2013年6月にインデックス（旧法人）が民事再生手続を申請し、かつ2013年11月1日にアトラスブランドがインデックス（旧法人）からインデックス（旧：セガドリーム）へ譲渡されたと同時にインデックス（旧：セガドリーム）へ発売元が変更され、2013年12月1日にはインデックス（旧：セガドリーム）が手掛けていたアーケードマシン事業のセガ（後のセガ・インタラクティブ）への移管に伴いセガへ発売元が三度変更された。これに伴い、本作がアトラスが開発した最後のアーケードゲームとなった。本作は前作までと打って変わって『けいおん! 放課後リズムタイム』と同様の音楽ゲームに内容が一新されている（「バトル」要素もあり）。前作までのイナップは使用できるが、ゲームの特性上イナップメモリーカードは使用不可となった。今シリーズに登場しない旧イナップは全て松風天馬に置き換わる。2014年5月にはサービス終了し一部筐体はセガが開発した『劇場版 魔法少女まどか☆マギカ MAGICARD BATTLE』に切り替えとなる。
リリース&キャンペーン
- 2013年8月2日 第1弾稼動開始（全40種）
- 2013年12月13日 バトリズム音楽祭キャンペーン
- 2014年5月 順次稼動終了